# História do Peru
A História do Peru se estende desde as civilizações pré-incas até os dias de hoje. O nascimento da civilização no Peru corresponde à chamada civilização Caral, cujo centro mais conhecido hoje foi a cidade de Caral, no Vale do Supe, na costa central peruana.
Culturas litorâneas tais como os Moche e os Nazca floresceram entre 700 a.C. e 100 a.C.. A cultura Moche produziu notáveis instrumentos de metal e os mais excepcionais trabalhos em cerâmica da Antiguidade, enquanto a cultura Nazca é conhecida pelo seu trabalho com têxteis e as enigmáticas Linhas de Nazca.
Tais culturas litorâneas começaram a declinar como resultado das intempéries que freqüentemente atingiam a região, causando enchentes durante certos períodos e secas em outros períodos. Logo, as culturas que habitavam o interior do território, como os Huari e os Tiwanaku, se tornaram as culturas predominantes de uma vasta região.

## Antigo Peru

### Pré-cerâmico tardio
É a segunda metade do Arcaico, conhecido como Arcaico Tardio e que se estende de 3000 a 1800 aC..
Caracteriza-se principalmente pelo aparecimento da arquitetura monumental com os primeiros centros administrativo-cerimoniais ou templos. Surgem organizações mais complexas de tipo presumivelmente teocrático.

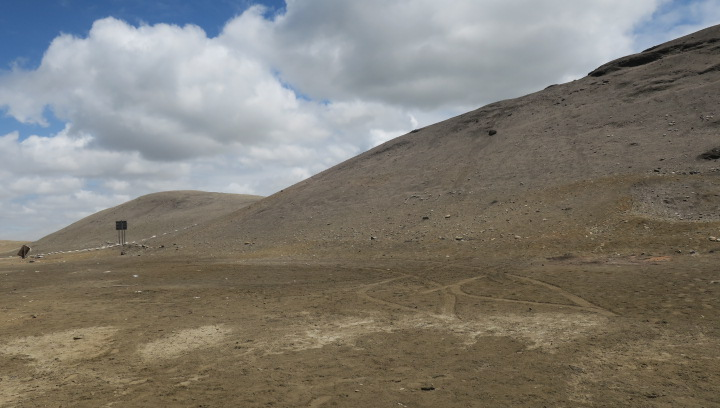
Huaca Prieta

Em Huaca Prieta, no vale de Chicama, na costa norte de La Libertad, foi encontrado o primeiro tecido pré-cerâmico do Peru e da América, além de cabaças pirogravadas.
Os primeiros templos surgem na costa central e centro-norte; e na serra central. Geralmente são pirâmides escalonadas, com quadrados afundados, ora anexado ao monumento ora destacado dele.
Os templos ou centros administrativo-cerimoniais relevantes desta etapa são Kotosh, El Áspero, La Galgada, Bandurria, Punkurí, Sechín Bajo, Cerro Sechín, e, principalmente, Caral.

### Período Formativo
Convencionalmente, o início do Formativo é fixado com o aparecimento da cerâmica. Outras conquistas significativas desta época são o cultivo de milho, a construção de grandes aquedutos, o desenvolvimento de têxteis e ourivesaria. No aspecto político, surgem chefias ou feudos que concentram o poder. No entanto, a principal característica desse período é o surgimento de uma arquitetura monumental e de grande escala. Os centros cerimoniais tendem a cobrir áreas maiores do que as de seus predecessores do período arcaico.
No Formativo Médio, surge a cultura Cupisnique, no litoral norte, que leva a cerâmica andina aos seus primeiros picos artísticos. Da mesma área de influência é o complexo de Caballo Muerto, no Vale do Moche (La Libertad), sendo seu principal monumento a Huaca de los Reyes. Também se destacam Punkurí e Cerro Blanco, no vale do Nepeña (Ânchache). Em Cajamarca, é construído o canal Cumbemayo e surgem os centros cerimoniais de Pacopampa e Kuntur Wasi. A Cultura Chiripa se desenvolveu na bacia do Titicaca. O chamado Templo ou Castelo de Chavín tornou-se um centro de peregrinação para todas as culturas andinas. Deu nome a todo um horizonte cultural (Cultura Chavín) que é bastante conhecido por suas representações artísticas de seres que misturam atributos de onça, cobra e pássaro de forma humanizada, comumente conhecido como o “deus felino”.
No período Formativo Superior, várias expressões culturais regionais foram desenvolvidas, como a Cultura Pucará, que implementou com sucesso um sistema de cultivo de campos elevados cercados por água.

### Culturas regionais
Já perto do ano 200 a. C. a civilização andina evoluiu para formas políticas mais complexas. As culturas mais famosas deste período foram Moche, Nazca, Recuay, Cajamarca, Vicus, Lima e Tiahuanaco.

#### Cultura Moche
A cultura Moche se espalhou pelos vales do norte do Peru. A cerâmica moche era escultural e realista, destacando-se os chamados retratos huacos, nos quais expressavam os vários estados de espírito de uma pessoa. Quanto à arquitetura, destacam-se as pirâmides de adobe conhecidas como Huacas del Sol e de la Luna.

#### Cultura Cajamarca
Tinha sua parte central próxima à atual cidade de Cajamarca, nas montanhas do norte do Peru. Nessa cultura, destacavam-se os têxteis, a metalurgia e, sobretudo, a cerâmica.

#### Cultura Nazca
Esta cultura desenvolveu-se basicamente nos vales do atual departamento de Ica. O mais impressionante dessa civilização era sua rede de aquedutos e as gigantescas linhas feitas em Nazca, conhecidas como Linhas de Nasca.

## Vice-reino do Peru

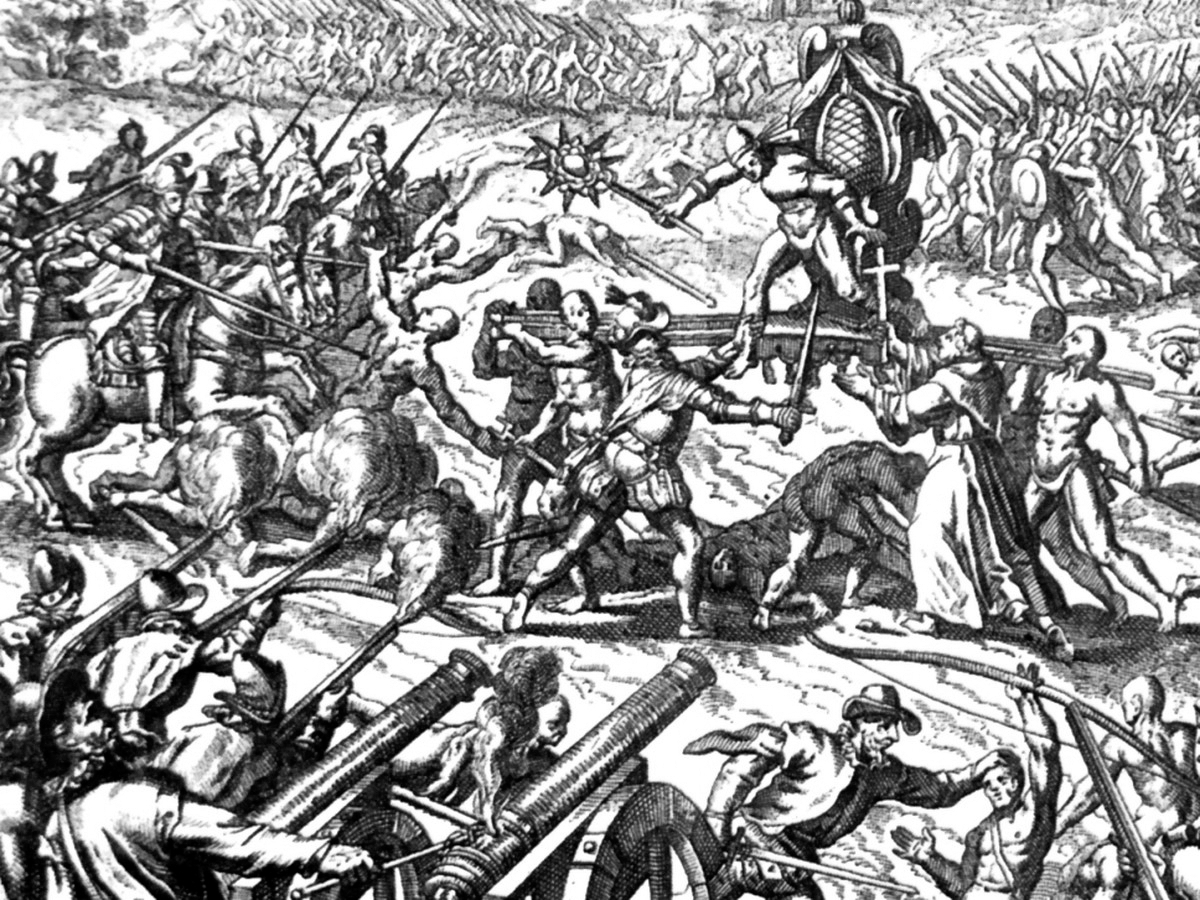
Massacre de Cajamarca, 1532, batalha que determinou a Conquista do Império Inca pelos espanhóis.

Quando o povo espanhol chegou, em 1531, o território peruano era de domínio da civilização inca, e se centralizava em Cuzco.
O Império Inca se estendia por uma vasta região, que ia desde o norte do Equador até o centro do Chile. Quando o conquistador espanhol Francisco Pizarro chegou à região, procurando por riquezas incas, encontrou um império debilitado por uma recente guerra civil. Este capturou e executou o imperador inca, Atahualpa, durante a Batalha de Cajamarca, em 16 de novembro de 1532.
Em 23 de março de 1534, Pizarro já havia restabelecido a cidade de Cuzco, porém como uma nova colônia espanhola.
A constituição de um governo estável foi adiada devido a revoltas dos nativos contra conquistadores (liderados por Pizarro e Diego de Almagro). Os espanhóis estabeleceram um sistema chamado encomienda, pelo qual obrigavam a população local a trabalhar em seu favor, tributando-os e em troca forneciam-lhes proteção e catequização.
O título de toda a terra pertencia ao rei da Espanha, que a arrendava aos desbravadores. Como governador do Peru, Pizarro usou o sistema de encomienda para ganhar poderes ilimitados sobre os nativos, formando a base social da colônia. A população indígena do Peru era agora obrigada a criar gado, galinhas e trabalhar na plantação e colheita das culturas agrícolas trazidas do velho mundo.
Em 1541, Pizarro foi assassinado por uma facção liderada por Diego de Almagro (El Mozo), e a estabilidade do regime colonial foi abalada pela subseqüente guerra civil. Em (1542) foi criado o Vice-reino do Peru, abrangendo quase todo o domínio espanhol nas Américas; mas que acabou se dividindo em 1717 com a criação do Vice-reino de Nova Granada e em 1776 com o surgimento do Vice-reino do Rio da Prata.

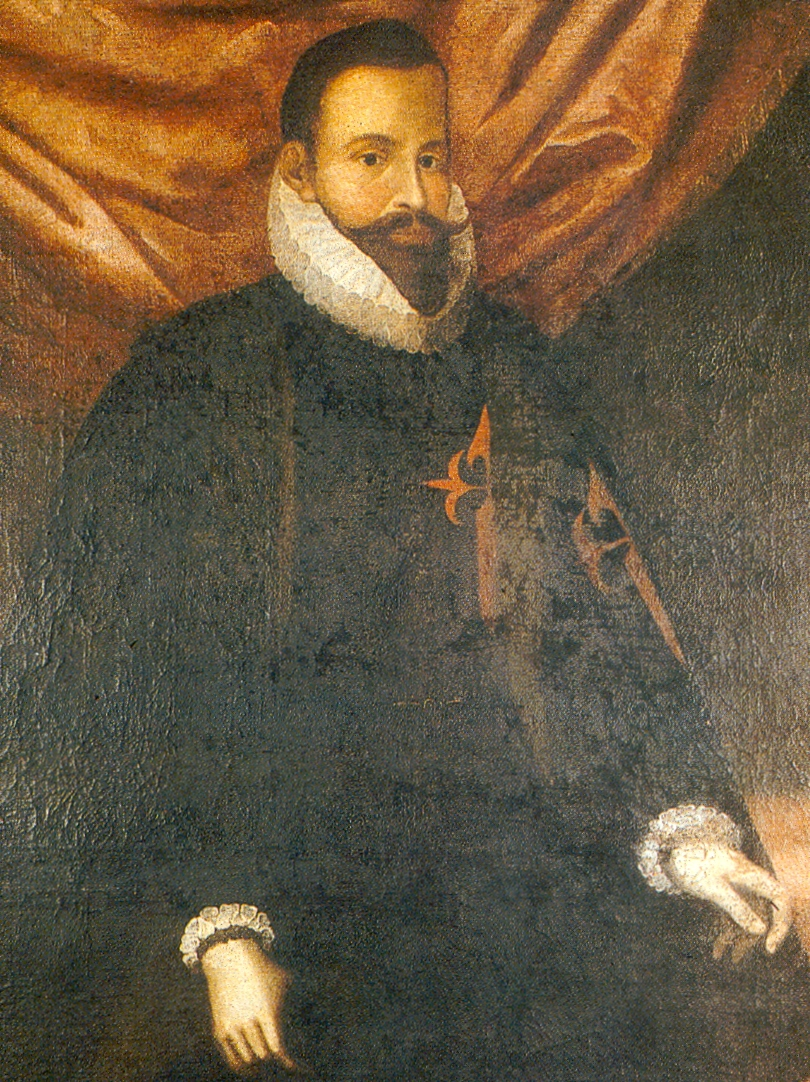
Blasco Núñez Vela

Em resposta aos conflitos internos que surgiram na província com a morte de Pizarro, a Espanha enviou à colônia em 1544 Blasco Núñez Vela, assentado como o primeiro vice-rei da região. Este acabou sendo assassinado pelo irmão de Pizarro, Gonzalo Pizarro, mas logo um novo vice-rei foi colocado no poder: Pedro de la Gasca, que conseguiu restaurar rapidamente a ordem, capturando e executando Gonzalo.
As cidades incas foram todas rebatizadas com nomes cristãos, e reconstruídas como vilas tipicamente espanholas, em torno de uma praça e catedral principais como centro.
Poucas cidades incas, como Cuzco, mantiveram a maioria de suas construções nativas; enquanto outras vilas, como Huanuco Viejo, foram abandonadas por cidades em menor altitude - mais agradáveis aos espanhóis. A população indígena diminuiu drasticamente sob o domínio espanhol, e embora a invasão não tenha sido uma tentativa clara de genocídio, os resultados foram similares.
Uma vez estabelecido o Vice-reino do Peru, as grandes quantidades de ouro e prata retirados dos Andes enriqueceram os invasores, fazendo do Peru a principal fonte de riqueza espanhola em toda a América do Sul.
A cidade de Lima, fundada por Pizarro em 18 de janeiro de 1535 como "Cidade dos Reis", se tornou a capital do vice-reinado.
Tornou-se uma poderosa cidade, com jurisdição sobre toda a América espanhola. Todas as riquezas coloniais passavam por Lima, no seu caminho ao istmo do Panamá, e de lá para Sevilha, Espanha. O resto da colônia era dependente de Lima, num modelo que se preserva até hoje.
Por volta do século XVIII, Lima havia se tornado uma grande cidade - capital do império colonial - onde havia uma universidade que abastecia uma elite aristocrática de conhecimento.
Todavia, durante todo este período, os nativos não foram completamente dizimados. Só no século XVIII houve 14 grandes revoltas nativistas, das quais as mais importantes foram a de Juan Santos Atahualpa, em 1742, e a de Tupac Amaru em 1780.

## República do Peru

### Independência do Peru

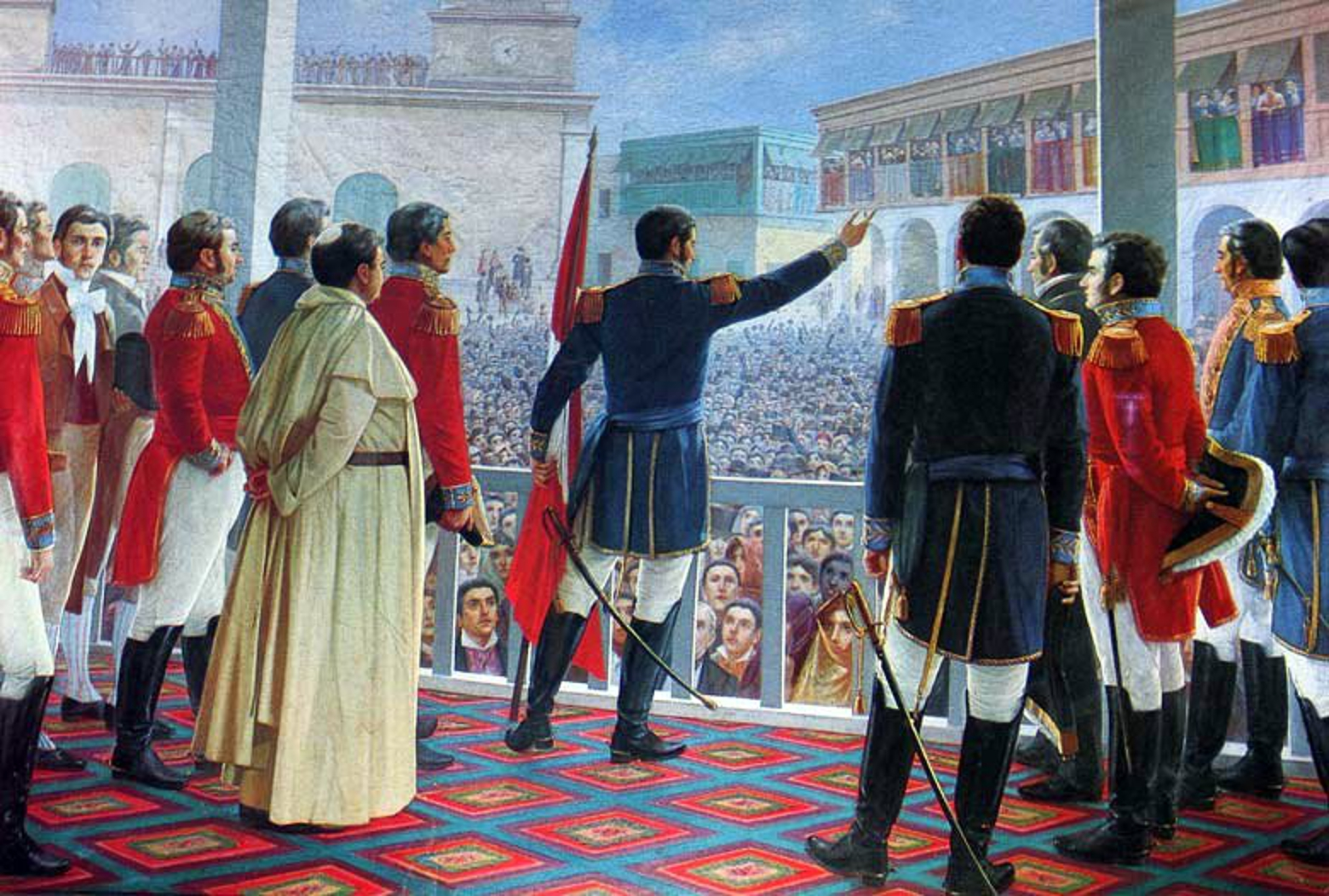
San Martín proclama la independencia del Perú, de Juan Lepiani (1914).

A independência peruana foi resultado de um lento processo de desentendimento entre a elite local (chamada elite criolla) e o Império espanhol.
José de San Martín, da Argentina, proclamou a independência peruana em 28 de julho de 1821.
| “ | ...Deste momento em diante, o Peru é livre e independente, pela vontade geral dos povos e pela Justiça da sua causa que Deus defende. Vida longa à pátria! Vida longa à liberdade! Vida longa à independência!" | ” |

A emancipação, que como na maioria dos países, só fez mudar o domínio dos nativos da esfera real para o controle da elite local, finalmente ocorreu em dezembro de 1824, quando o general Antonio José de Sucre derrotou as tropas espanholas na batalha de Ayacucho. A Espanha ainda tentou reaver suas colônias americanas, como fizeram na batalha de Callao, mas em 1879 acabou por reconhecer a independência peruana.

### O século XIX
Entre 1840 e 1860, durante a presidência de Ramón Castilla, houve um período de relativa estabilidade devido ao aumento das receitas estatais provenientes das exportações de guano. Em 1870, porém, estes recursos tinham sido desperdiçados, o país estava fortemente endividado, tanto interna como externamente, e os conflitos políticos tinham recomeçado.

### Disputas territoriais
Após a independência, o Peru e alguns de seus vizinhos se engajaram em intermitentes disputas territoriais. O maior dos desentendimentos se deu com o Chile, resultando na guerra do Pacífico (1879-1883). Aliado à Bolívia, e com as forças armadas em patente desvantagem em relação às forças chilenas, o Peru acabou derrotado, perdendo a província de Arica, ao sul do país. A perda do território e a ocupação do país pelos chilenos durante parte do conflito deixaram marcas na sociedade peruana que permanecem até hoje.
Em 1941, devido às desavenças na formalização da fronteira com o Equador, houve uma troca de bens para a Guerra equatoriana-peruana, aplacada pelo Protocolo do Rio. Os dois países voltaram a travar luta numa breve guerra em 1981, e de novo se enfrentaram na Guerra do Cenepa, em 1995. Em 1998 os governos de ambos os países assinaram um histórico tratado de paz que demarcou claramente seus limites.
No fim de 1999, os governos do Peru e do Chile implementaram o último artigo litigioso do tratado de 1929 que haviam assinado.

### O século XX

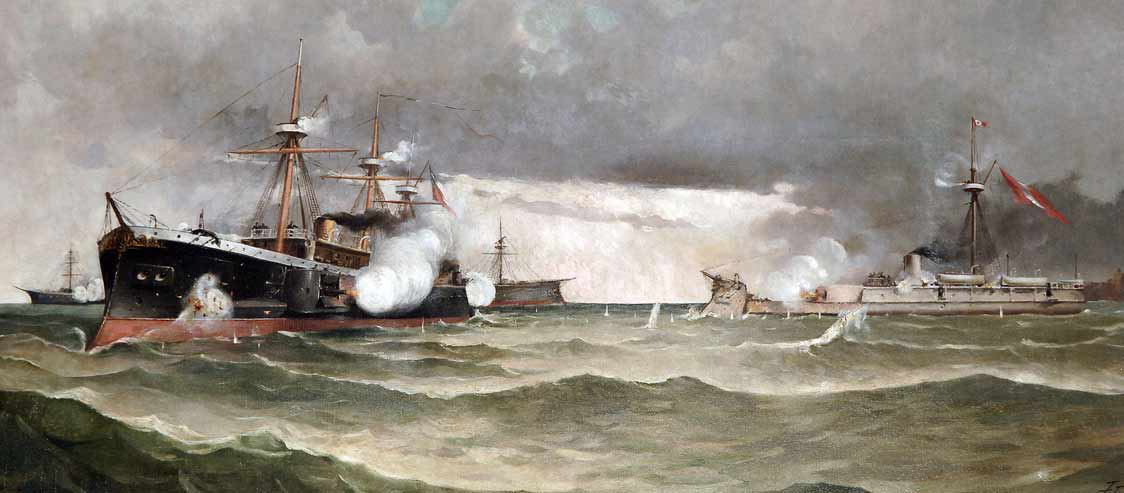
Combate de Agamos, parte da Guerra do Pacífico.

Logo depois da Guerra do Pacífico, o governo peruano iniciou inúmeras reformas econômicas e sociais para se recuperar dos prejuízos da guerra. [carece de fontes?]
Em 1894, Nicolás de Piérola, aliou-se ao Partido Civil do Peru organizando guerrilhas com o intuito de ocupar Lima. Andrés Avelino Cáceres foi expulso e, em 1895, Piérola mais uma vez se tornou o presidente do Peru. Após um breve período, no qual o exército controlou o país, o regime civil restabeleceu-se no mesmo ano com a eleição de Piérola. O seu segundo mandato completou-se em 1899 e distinguiu-se pela reconstrução de um Peru devastado, dando-se início a reformas fiscais, militares, religiosas e civis. Este período, que se estendeu até aos anos vinte do século XX, é chamado de "República Aristocrática", dado que a maioria dos presidentes que governaram o país pertenciam à elite social.
Em meados do século XX, Víctor Raúl Haya de la Torre, fundador do partido da Aliança Popular Revolucionária Americana (APRA), juntamente com José Carlos Mariátegui, líder do Partido Comunista Peruano, chefiavam as duas forças principais da política peruana. De ideologias opostas, ambos criaram os primeiros partidos políticos na tentativa de solucionar os problemas sociais e econômicos do país. Mariátegui faleceu jovem e Haya de la Torre foi eleito presidente por duas vezes, evitando sempre que o exército conquistasse o poder político.

### As democracias frágeis (1939-1948)

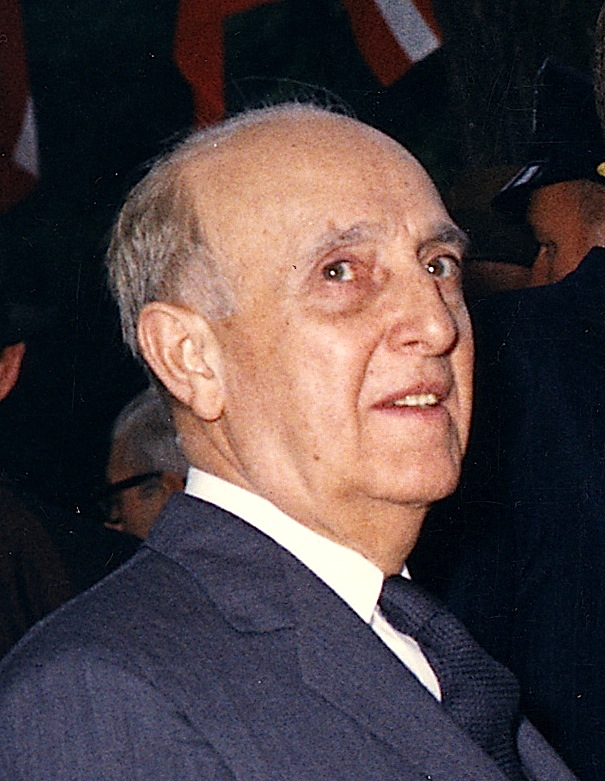
Manuel Prado

Manuel Prado assumiu a presidência em 8 de dezembro de 1939, dando início ao que seria seu primeiro governo (1939-1945). Seu governo foi de relativa democracia.
Este primeiro governo de Prado coincidiu com o desenvolvimento da Segunda Guerra Mundial em que o Peru se alinhou decididamente com o lado aliado. Por outro lado, a guerra mundial repercutiu na economia peruana. As importações caíram acentuadamente, mas os produtos de exportação aumentaram.
Outro sucesso internacional do governo Prado foi a Guerra contra o Equador em 1941. Em junho daquele ano, o exército equatoriano atacou a área de Zarumilla, na fronteira norte do Peru, o que desencadeou o conflito armado. O Peru havia formado uma unidade de pára-quedistas na área e a utilizou no primeiro combate no Hemisfério Sul, onde intervieram tropas aerotransportadas, que produziu a tomada de Puerto Bolívar em 31 de julho de 1941, mês em que cessaram as operações militares. Do lado peruano, é lembrada a imolação do tenente CAP José Quiñones Gonzáles na missão aérea contra as baterias equatorianas em Quebrada Seca. O Exército Peruano ocupou parte da província equatoriana de El Oro, próxima ao Oceano Pacífico, bem como partes da província de Loja e reafirmou seu controle sobre os territórios amazônicos orientais sobre os quais o Equador reivindicou soberania.
O Presidente Bustamante y Rivero tentou criar um governo democrático, limitando o poder do exército e da oligarquia. Eleito com a cooperação do APRA, de imediato surgiu conflito com Haya de la Torre. Sem o apoio do APRA, Bustamante y Rivero teve o poder de sua presidência severamente limitado. O presidente demitiu o gabinete de Aprista e substituiu este por um majoritariamente militar. Em 1948, o Ministro Manuel A. Odría e outros elementos direitistas do gabinete de Bustamante y Rivero, pediram a proibição do APRA, mas dada a recusa do Presidente, Odría pediu a sua renúncia.

### Governo de Manuel Odria (1948-1956)

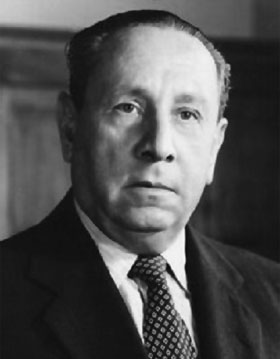
Manuel Odría

No dia 29 de outubro, num rápido golpe militar, o General Manuel Odría tornou-se o novo Presidente. A presidência de Odría ficou conhecida como o Ochenio. Odría combateu ferozmente o APRA, agradando momentaneamente à oligarquia e à direita, mas também seguiu um curso populista que bastante o favoreceu perante as mais baixas. Uma economia próspera permitiu-lhe viciar-se em políticas sociais caras mas agradáveis às multidões. Porém, durante o seu regime, houve tanto a restrição aos direitos civis, quanto excesso de corrupção.
Receava-se que a sua ditadura duraria indefinidamente e foi uma surpresa quando Odría permitiu novas eleições. Fernando Belaúnde Terry candidatou-se a presidência pela Frente Nacional da Mocidade Democrática. Quando o tribunal eleitoral recusou-se a aceitar a sua candidatura, arquivando-a, ele dirigiu um volumoso protesto, e a notável imagem de Belaúnde caminhando com a bandeira foi celebrizada através de revista "Caretas", no artigo "Así Nacen Los Lideres" ("Assim Nascem os Líderes"), publicado no dia seguinte. Mas a candidatura de Belaúnde em 1956 não teria sucesso, com o candidato da ala direitista, Manuel Prado Ugarteche, ganhando as eleições.

### Formalidade democrática (1956-1968)
O reformismo civil moderado é um período da história do Peru, composto pelo segundo governo do presidente Manuel Prado Ugarteche (1956-1962) e pelo primeiro governo do presidente Fernando Belaúnde Terry (1963-1968). Estes foram caracterizados por uma notável expansão econômica, desenvolvimento da infraestrutura nacional, dos serviços do Estado e o início da migração de populações indígenas dos Andes para Lima e para as principais cidades do país.
Belaúnde candidatou-se uma vez mais à presidência nas eleições nacionais de 1962, desta vez apoiado pelo seu próprio partido, Acción Popular. Os resultados foram bem equilibrados e ele acabou em segundo lugar, atrás de de Víctor Raúl Haya, seguido de Haya de la Torre (APRA), por uma diferença de 14 mil votos. Considerando que nenhum dos candidatos conseguiu adquirir o mínimo estabelecido constitucionalmente - de um terço dos votos - a escolha do Presidente teve de ser feita pelo Congresso. O longo antagonismo entre o exército e o APRA incitou Haya de la Torre a fazer um acordo com o antes ditador, Odría, para conquistar um terço dos votos, e que resultaria em Odria na Presidência num governo de coalizão.
Porém, alegações de fraude incitaram o exército peruano a depor Prado e instalar uma junta militar, comandada por Ricardo Perez Godoy. Godoy teve um governo de transição curto e eleições novas foram convocadas em 1963, as quais foram ganhas por Belaúnde, por uma estreita margem de cinco por cento.

### Militarismo (1968-1980)
O exército teve um papel relevante na história peruana. Golpes de estado interromperam várias vezes o governo constitucional. O mais recente período de governo militar (1968-1980) começou quando Juan Velasco Alvarado Geral depôs o presidente eleito Fernando Belaúnde Terry, do organização Acción Popular (AP). Como parte do que foi chamado a "primeira fase" do programa nacionalista do governo militar, Velasco empreendeu um programa de reforma agrária extenso e nacionalização da indústria pesqueira, algumas companhias de petróleo, e vários bancos e mineradoras.

#### Governo de Juan Velasco Alvarado
O governo de Juan Velasco Alvarado, também conhecido como Velasquismo ou a primeira fase do Governo Revolucionário das Forças Armadas do Peru, foi uma ditadura militar que começou em 3 de outubro de 1968 com um golpe institucional e terminou em 29 de agosto de 1975.
O acordo com a Companhia Internacional de Petróleo (IPC) foi o último trecho do caminho para o governo de Belaunde conciliar os interesses das elites de Lima com as classes populares. No entanto, uma vez resolvido, as condições do arranjo do IPC foram conhecidas através do jornal El Comércio, que desencadeou uma onda geral de protestos de setores radicalizados e universidades. Este contrato estipulava que a IPC entregasse os poços quase esgotados ao Estado, em troca todas as reclamações contra a empresa eram anuladas e a refinaria lhe era concedida com a condição de que a modernizasse, em troca a Companhia Petrolífera do Estado venderia toda a sua produção ao IPC. Um contrato claramente desigual e prejudicial ao Estado peruano. Além disso, o presidente da Fiscal Oil Company denunciou aquela página 11 do contrato conhecido como Acta de Talara, que continha o preço que o IPC era obrigado a pagar à Fiscal Oil Company pelo petróleo bruto que era obrigado a vender, havia sido perdido.
A reação ao conluio entre o governo e o IPC degenerou no rompimento de alianças com os grupos que dariam estabilidade ao governo e o deixou isolado. Num primeiro momento, as Forças Armadas, em representação do Ministro da Guerra, afirmaram que não iriam intervir. No entanto, o chefe do Comando Conjunto, general Juan Velasco Alvarado, apressou-se em afirmar que “as declarações do ministro Gagliardi são inválidas. Nem as Forças Armadas nem o Comando Conjunto dependem de ministro”. Esta declaração mostrou o caráter autônomo com que uma facção das forças militares era conduzida. O golpe ocorreu em 3 de outubro, aproveitando-se da fragilidade do governo.
Na madrugada do dia 3 de outubro de 1968, as Forças Armadas, comandadas pelo Major-General E.P. Juan Velasco Alvarado, assumiu o Palácio do Governo e derrubou o Presidente Constitucional Fernando Belaúnde Terry. Além disso, outros tanques ocuparam as instalações do Congresso, da Prefeitura, dos partidos políticos Acción Popular e APRA, dos escritórios da rede Rádio Nacional, do Ministério do Interior e da sede das emissoras de televisão aberta em Lima.
Na tarde do mesmo dia, foi emitido o Estatuto do Governo Revolucionário das Forças Armadas, que foi o marco legal que substituiu a Constituição Política do Peru de 1933, assinada pelo General de Divisão Ernesto Montagne Sánchez, como Comandante Geral do Exército, o Vice-Almirante Raúl Ríos Pardo de Zela como Comandante Geral da Marinha e o Tenente General Alberto López Gausillas como Comandante Geral da Aeronáutica. Às 6 da tarde, Velasco apresentou-se como Presidente do Governo Revolucionário das Forças Armadas e prestou posse aos ministros de Estado, o gabinete foi presidido por Ernesto Montagne Sánchez e militares como Edgardo Mercado Jarrín em Relações Exteriores, Francisco Morales Bermúdez em Economia, Jorge Fernández-Maldonado em Energia e Minas e Armando Artola Azcárate em Interior.
Seis dias após a instalação do novo governo, a Lei Talara foi anulada e o que era da International Petroleum Company nacionalizado. O dia 9 de outubro foi declarado o dia da Dignidade Nacional.

##### Modelo de governo
Em 1968, foi estabelecido o governo institucional das Forças Armadas, presidido pelo militar Juan Velasco Alvarado, representante das instituições militares. Este governo era autoritário, foi conduzido sob a figura da revolução, do corporativismo e da social-democracia, juntamente com o nacionalismo e o antioligarquia. Dessa forma, pretendia-se deixar de lado antigos modelos de governo com partidos tradicionais (considerados obstrucionistas) e organizações oligárquicas, pois estavam muito desacreditados, motivo pelo qual os militares apontaram que os civis favoreciam a ingovernabilidade. Os militares buscaram a revolução através da ditadura para mudar estruturas que impediam reformas em favor das classes populares, além de acabar com a ordem oligárquica. A ditadura militar reivindicou a pátria da população historicamente marginalizada. Para isso, os valores nacionais foram destacados por meio de um discurso nacionalista, com elementos como o quíchua, o indigenismo, o campo e Túpac Amaru II.
Neste período, o Governo central teve um total manejo de decisões a escala global, no ponto de governar sem um parlamento e unicamente baixo desígnio. Desta maneira, procurou-se fomentar a participação da cidadania abandonada mediante propostas como a Reforma Agrária de 1969, mediante a qual se expropiaron terras e latifundios, o que teve uma severa connotación política. Leste foi um golpe importante contra o sistema oligárquico. Outras reformas foram a industrial, educativa e de imprensa.
Cabe realçar que a ditadura militar exerceu a autodenominada «revolução desde acima» e teve uma posição crítica em frente ao comunismo e capitalismo, pelo que quiseram evitar grupos terroristas marxistas e promoveram a Doutrina de Segurança Nacional. Apesar disso, se praticou um capitalismo de Estado para a execução das reformas, sendo o Estado o eixo nos diferentes rubros. Quanto ao carácter antioligárquico, assinalou-se que os gamonales eram uma limitação para o país, pelo que se incorporou aos camponeses para um trato mais equitativo para dar fim à antiga ordem. Adicionalmente, teve-se uma maior autonomia quanto ao aspecto internacional. Isto teve como resultado a expansão do órgão estatal, que se evidência mediante a intervenção estatal na vida económica e social, a criação de novos ministérios, entidades públicas, empresas estatais e o exercício da institucionalidade sem autonomia. Todo estes lucros se realizaram para cumprir uma série de objectivos: eliminar causas estruturais de conflitos sociais, redefinir o esquema de redistribuição de riquezas, modernizar a economia e ligar ao país.

##### Partidos políticos
Quanto aos partidos políticos, não se deu uma presença destes nas decisões governamentais durante a ditadura militar, já que também não existiu o parlamento durante este período. Isto é, que, para a ditadura, o emprego de partidos políticos como mediador entre o povo e o Estado era negativo, já que limitava a real participação do povo nem os interesses populares, sina que privilegiava os das elites. Ante esta conjuntura, o Estado propôs a formação do SINAMOS e a reforma educativa como modelo para promover a interacção da sociedade. Desta maneira, eliminar-se-iam estruturas e dotar-se-ia de capacidade de acção aos menos favorecidos. Cabe realçar que, apesar da marginación para os partidos políticos tradicionais, a partir da década de 1960, se formaram grupos estudiantiles de classes acomodadas. Conquanto não se deu uma perseguição de partidos, sina sozinha deportações particulares, estes se encontravam sumamente desprestigiados, o que facilitou a intervenção da ditadura militar e sua concentração do poder. Prova disso foi que se manteve a estrutura de comandos, mas no aparelho estatal e terminaram por coparlo. Ademais, incluíram-se militares em todos os diretórios das empresas.
Quanto ao Partido Comunista Peruano, este foi o único que mostrou um expresso apoio ao regime, sobretudo com respeito ao movimento operário. Apesar disso, a ditadura sempre lhe mostrou rejeição e procurou deslindarse e negar o apoio, já que queria separar da figura comunista, muito criticada pelas classes altas, além de ser recusado durante a formação militar. Ademais, a partir de 1960, criam-se uma série de partidos de corte marxista que exercem uma forte oposição em frente ao governo. Cabe realçar que do mesmo modo, os partidos de ideologia comunista procuram estabelecer relação com os sindicatos e camponeses, com quem (aproveitando a conjuntura) fazem mobilizações, sobretudo desde as bases estudiantiles dos partidos. A isto se lhe soma o APRA e a Democracia Cristã, com quem disputam a associação aos sindicatos para lhe restar poder ao governo. Um exemplo disso é a presença do APRA nas mobilizações do norte do país. Em resposta a isso, o governo optou por criar organizações novas que enfrentar-se-iam às dirigidas pelos outros partidos.

##### Participação política
Para o governo de Velasco, uma preocupação primordial foi incentivar a participação política dos sectores mais pobres, já que dantes do regime tinham sido excluídos do processo político e assim conseguir uma «revolução social de participação plena». Procurou outorgar poder e participação às massas descontentas e esquecidas, já que consideravam que tinham sido deixadas de lado pelos partidos e elites, devido ao pensamento que considera que os civis não governam adequadamente e promovem regimes verticalistas. Ante isso, os militares decidem não formar um partido político, sina que seja a população a que se beneficie das reformas.
As formas inovadoras de participação política criadas durante o governo de Velasco consistiam em estruturas de organização políticas que tinham um controle forte do Estado e estabeleciam uma relação de acima para abaixo. Aqui surge o carácter corporativista do governo, ao momento de representar os interesses das massas, tinha-se baixo controle e tratava-se de reduzir os níveis de mobilização e demanda. Podia ser de duas maneiras: um controle por meio de estruturas verticais e incorporar aos cidadãos, e, através de um aparelho burocrático para atender as demandas. O populismo também fez parte do governo, dado que, se eliminaram os meios de representação partidária ou eleitoral, os mesmos militares deviam procurar o respaldo e acercar às massas, através, da retórica, as visitas a assentamentos e outros actos pessoais.
O modelo da democracia social de participação plena que propôs Carlos Delgado, servidor público de SINAMOS, e sua equipa junta com muitos mais dirigentes que contribuíram ao desenvolvimento deste conceito tende a procurar complementar a autogestión das organizações com a colectivización dos meios de produção, ao mesmo tempo que se recusa sistemas individualistas ou estatistas da propriedade. Isto é, um socialismo auto-dirigente. Este modelo de democracia social não é um corporativismo simples, sina que é esquerdista e participativo onde o desenvolvimento se expressa no auto-governo com igualdade económica, a participação é concebida como instrumento de desenvolvimento pessoal e social. Ademais, reconhece-se a condição política de todas as organizações.

##### Mobilização Social: SINAMOS
Em junho de 1971 o governo dá o Decreto de Lei 18896 que cria o Sistema Nacional de Apoio à Mobilização Social (SINAMOS). O SINAMOS foi um organismo transitório que tinha como missão estimular o surgimento de organizações populares às que progressivamente deveria se transferir poder de decisão em todas as esferas da vida de país. Queria-se conseguir uma participação consciente e activa da população nacional nas tarefas que demande o desenvolvimento económico e social. O SINAMOS era uma identidade canalizava as demandas dos sectores maioritários “de abaixo para acima” pelo que teve uma relação de concorrência e conflito com os partidos.
Foi um organismo descentralizado que possuía escritórios a nível nacional, regional e local. Dada a enorme dimensão da organização, a diversidade de suas tarefas e a heterogeneidade do pessoal, foi muito difícil construir um organismo ágil e melhor disposto para cumprir com seu objectivo. Teve ademais divergência entre o SINAMOS e os sectores da administração que se resistiam à mudança, bem como entre quem promoviam uma autêntica participação da população e chefes militares que procuravam enquadrar às organizações populares para subordinarlas e as voltar ferramentas do governo. Ainda que o governo iniciasse a implementação de uma política participativa, a maioria dos sectores aliados ao regime não estavam de acordo com o projecto. Só uma minoria com poder o apoiava, pelo que a presença de Velasco teve um carácter decisivo. Assim mesmo, o SINAMOS, ao cumprir um papel catalisador, procurou apoio nas bases populares de partidos, mas foi atacado pelo Partido Comunista, o Partido Democrata Cristiano e o resto de partidos de direita e esquerda, já que foi visto como uma forma de substituição sindical. O legado mais importante do SINAMOS foi provavelmente sua crítica às propostas convencionais sobre a participação. Demonstrou que é possível desde o governo desenvolver uma acção de promoção da participação em grande escala, respeitando às organizações de base. Esta instituição jogou um papel fundamental para que as organizações populares nascidas entre o 68 e o 75 não fossem nem parte do aparelho estatal, nem objeto do enquadramento do governo.

##### Actores políticos e o papel dos militares
No governo de Velasco tiveram influência diferentes actores, tanto externos como internos. Dentro das Forças Armadas (F.F.A.A) a marinha de guerra estava em desacordo com respeito ao manejo do governo por parte do general Velasco. Assim mesmo, a oligarquía e a burguesía aproveitam as contradições institucionais para manifestar-se na contramão do governo. Do mesmo modo, esta também actuou na contramão do governo do geral, já que se mostram reacios a aceitar as reformas, que lhes afectavam como foi o caso da reforma agrária e exigem que o governo volte a adquirir um carácter institucional.
As acções da oligarquía opor ao governo foram os ataques ao mesmo mediante diferentes organismos e actores que, não necessariamente, foram médios políticos, isto é, não usaram partidos políticos e estabeleceram grémios para poder mostrar sua insatisfação com respeito ao governo, sina que empregaram outros métodos poucos convencionais, tanto de dentro do Estado como de fora. Por exemplo o uso a imprensa para difamar ao governo e as alianças com os corpos militares que estavam na contramão da gestão dos governos. No entanto, o alcance políticos da oligarquía dentro do governo de Velasco foi baixo, o que afectava negativamente as propostas por parte da burguesía, já que não eram tão efectivos, como o puderam ser em governos onde tiveram maior presença.
Por outra parte, a burguesía empresarial colaborou com o governo de Velasco que dirigia uma gestão de empresa nacionalista. Mas não apoiavam completamente ao governo, já que não se mostravam como fiéis colaboradores ao mesmo. A burguesía empresarial ainda mantinha seus ideais liberais e esperavam a que o governo caia ou se veja em dificuldades para dar a conhecer seus verdadeiros ideais e pensamentos. Enquanto desenvolvia-se o governo de Velasco, a burguesía foi perdendo presença e alcance, já que perdia métodos para expressar-se, como o foi a perda de seus diários em 1974. Assim mesmo, a burguesía cumpria um papel de duplo jogo dentro do regime, já que seus ideais faziam-lhe simpatizar com a Oligarquía, mas deviam mostrar uma aceitação para o regime para poder manter suas empresas. Segundo Pease, as burguesía procura manter discretamente os vínculo com a oligarquía, mantendo seu pensamento tradicional, enquanto foca-se em reunir a suficiente força para ser capaz de adquirir influência e poder no governo. Assim mesmo, vemos a uma classe burguesa capaz de medir as forças políticas entre os diferentes actores, mostrando-se como um apoio para o regime quando este era forte e pressionando quando este começou a entrar em crise.
A burguesía foi um actor influente no capital estrangeiro. Os empresários procuraram influir no capital estrangeiro e incentivá-lo apesar do pouco atractivo que era o regime para o mesmo. Desta maneira, procurou-se recompensar às empresas que fossem capazes de investir no Peru. A burguesía, apesar de ter problemas com sua influência, já que o próprio governo mediante a censura procurava silenciar e aminorar aos actores que via como perigos, foi capaz de influir no capital estrangeiro para incentivar no país.
A oposição partidária também se manifestou no governo de Velasco. Os partidos políticos APRA e Esquerda Unida apoiaram de maneira diferente o rumo que estava a tomar as reformas e se opõem ao governo desde uma posição de esquerda. No entanto, o APRA não esteve na contramão do governo velasquista. Segundo Manrique, Tenha apoiou ao regime de Velasco, ao mesmo tempo que procurava se separar da oligarquía, com quem se tinha aliado no passado. Ainda que Tenha não formou uma aliança com Velasco, se se mostrava de acordo com suas reformas, já que Tenha procurava uma revolução e as mudanças que se estavam a dar dentro do país, como a reforma agrária eram signos disso, em soma, a expropiación de terras ao imperialista abusivo para lhos dar às pessoas que não tinham terras, era parte da igualdade que Tenha tinha planeada. Do mesmo modo, Tenha felicitou o plano de Velasco por ter acções para procurar a mudança e o desenvolvimento do mesmo como seu plano de irrigación para ajudar a sua reforma.
A esquerda apoiava o governo de Velasco já que procuravam enfrentar à estrutura de dominância que tinha nos anteriores regimes, a cada vez que o ditador elaborava reformas que causavam dano à oligarquía, os alinhamentos de esquerda lhe apoiavam. Do mesmo modo, ao ser um pensamento de mudanças, as ações de Velasco, como a violência política, tiveram uma aceitação e justificativa por parte destes, já que o viam como uma ação necessária para levar a cabo a revolução. Os movimentos populares durante o governo de Velasco, tiveram um impacto mínimo ao início do regime, em parte devia-se à censura, ao controle e afectado pelo pensamento velasquista de fazer uma revolução desde acima. Estes movimentos mantiveram um papel passivo, onde só fazem presença, mas não foram capazes de exercer nenhum reclamo ou se manifestar na contramão de alguma reforma ou problema. Ademais, dentro das próprias organizações populares, a difícil organização e as leis encarregadas de manter o controle, evitam que estes movimentos adquiram força. No entanto, quando o governo se viu afectado pela crise institucional, os movimentos tomaram a iniciativa e exerceram pressão sobre as instituições do Estado, como as greves e protestos que surgiram pela insuficiência das reformas.

##### A imprensa
Desde os inícios do regime, as relações entre o governo das forças armadas e os meios de comunicação não foi favorável, desde a implementação da Lei 18075 em 1969. No governo de Velasco, os meios foram censurados com a intenção de oprimir à oposição, adquirir rendimentos e manter o controle político da população. As poucas companhias nos meios de comunicação que não foram censurada ou expropiadas, também foram cedendo pouco a pouco ao regime militar, devido ao medo de ser censuradas ou pela pressão do mesmo regime. Por exemplo, a revista Caretas, que foi censurada e reaberta repetidas vezes, ou o diário expresso. Assim mesmo, deportaram a alguns donos ou membros importantes destes meios.
As censuras tiveram diferentes finalidades: a primeira foi a aquisição de rendimentos mediante as emissoras e diários censurados, o qual era parte de seu processo de nacionalización e aparte serviam para ajudar ao governo com suas despesas e a manutenção de suas reformas, o governo velasquista conseguiu adquirir até um 25% do capital destas empresas O segundo foi o controle social que queria manter, as acções de censurar diários que pertenciam a famílias de status alto, como o era a família Miró - Quesada, proprietários do diário “El Comércio” foram percebidas como golpes para a burguesía que foram apoiadas pela população, além de lhe outorgar o controle sobre os meios para influir na população.
Assim mesmo, o governo de Velasco criou instituições como o Escritório Nacional de Informações, que se encarregava de censurar todo aqueles que não era favorável ao regime, com estas ações, o ditador também procurava diminuir a presença de suas oposições, para não possam influir na população. Manteve uma brecha entre as classes sociais baixas e as classes altas, de tal maneira, que entre ambas não teve muita comunicação, o que deixava à burguesía com poucas ferramentas para protestar na contramão do governo.
Do mesmo modo, a censura também serviu a maneira de justificativa e de protecção do governo. Justificativa porque usaram os diários censurados para mostrar as políticas que iam implementar os diferentes sectores. Seu objectivo era fazer ver à população que estas políticas não representam uma época perjudicial para a população, sina que eram apresentadas como acções necessárias para trazer prosperidade ao país. Protecção na medida de que se censuraban diários que criticavam e pesquisavam aos membros do governo de Velasco, para manter o controle e não levantar questionamentos sobre as pessoas que dirigiam o governo. A participação popular que Velasco procurava a participação cidadã (que em realidade era que os cidadãos mostram apoio ao regime), o que foi um factor para seu controle na população. Por outra parte, Velasco procurava que os meios regionais promovem o sentido de identidade nacional. Para isso, proibiu todo aquilo que difunda o estrangeiro. Por exemplo, a censura à frase “toma coca-bicha” nas publicidades. A partir desta proibição, Velasco esperava que os meio difundam música peruana em lugar de alinhar com os costumes estrangeiras e sobretudo norte-americanas. Os impactos da censura na população foram negativos, já que a maioria dos canais forçavam à gente a ver sozinho conteúdo relacionado com o Estado. Do mesmo modo, os poucos meios que ficavam mostravam contido de apoio para as políticas do governo, só para evitar ser censurados.

##### Alcance político das reformas e instituições
Politicamente, as reformas tiveram um impacto fora do económico e social, primeiro, a reforma agrária, o facto mais importante do período de Velasco, e que se tinha postergado por muito tempo, significou um confronto direto com a oligarquía, a qual estava intimamente unida ao sector agroexportador.  A elite oligárquica procurou controlar o regime indiretamente, mediante membros do governo. Assim, o Ministro de Agricultura, José Benavides, se dedicou a propor a reforma de forma em que não se vissem os aspectos que pudessem ser conflitivos, como a expropriação de terras, o qual deu a entender por um momento que a suposta revolução ter-se-ia estancado como sucedeu anteriormente.
Quanto às reformas relacionadas com os recursos naturais, que envolvem a nacionalização de indústrias de produtos naturais como a mineração e a pesca, é importante mencionar que se lhes brindaram direitos trabalhistas aos trabalhadores, a quem até esse momento, e baixo o comando dos antigos donos estrangeiros, não se lhes brindara.
A reforma educativa, por outro lado desencadeou uma série de conflitos com os professores das escolas públicas, devido principalmente à detenção de uma lei aplicada durante o governo anterior, que aumentava seu salário progressivamente. Ante esta ação, o SUTEP, que estava nesse então manejado por Pátria Roja, teve violentos choques com o novo governo. A reforma da Administração Pública iniciou uma série de importantes mudanças que fortaleceram a capacidade de intervenção dos ministérios e os sectores que lhes pertenciam institucionalmente.
Criou-se também o Comitê de Assessoramento da presidência da república (COAP), o qual tinha a função de ase sorar e elaborar decisões, e estava conformado por coronéis e capitães. Esse comitê, que equivalia a uma comissão parlamentar, era a equipa mais próxima ao presidente, onde os integrantes eram candidatos a ministros. Ante esta crescente institucionalidade, fez-se notória a falta de autonomia da cada um dos ministérios, já que estavam controlados por membros da Força Armada. Em conjunto, suas reformas não só afetaram o poder da oligarquía, sina também impactaram às classes populares, lhes brindando certa consciência política que provocou a mobilização popular. No entanto, devido à herança que deixaram os governos oligárquicos de seu “desarticulação política”, se viram limitados.

##### Periodización do governo de Velasco

###### 1968-1970
Durante o início do governo de Velasco o objectivo era a distância com a atração hegemónica que seria o signo distintivo do governo com respeito aos anteriores. Aqui é possível identificar duas tendências: a primeira é a criollización que faz referência a tomar as posições oligárquicas e as defender.  É uma postura ou um acriollarse quando os caudilhos que tomavam o poder costumavam romper o status, para depois acomodar aos grupos de poder e resultar defendendo interesses particulares. A segunda postura é a radicalização que faz referência aos militares que radicalizavam suas posturas, afastando do consenso. O que mais realça é a posição nacionalista e antioligárquica. A tendência que conseguiu se manter foi a tendência radical com Velasco na Presidência, a resistência em frente ao poder da IPC e o empreendimento da reforma agrária.

###### 1970-1974
O governo começa a desenvolver diversas reformas sentando sua legitimidade. Surge a tendência da burguesia liberal (industrial e agroexportadora) que pretendia o final dos grupos oligárquicos e podia optar por trabalhar com o governo que estava mais para perto de praticar um capitalismo de Estado. O conjunto de reformas conhecido como Plano Inca sairá em 1974, enquanto o governo executa certas mudanças que são mais o resultado de uma luta política interna. De 1970 a 1972 é o período de maior atividade do governo e, também, de conflito político. Primeiro a execução da reforma agrária gera confrontos com a burguesia. Depois, a reforma industrial enfrenta os protestos do sector burguês devido à nova Lei de Indústrias que impõe a Comunidade Trabalhista e a separação da indústria básica para o Estado, bem como, a reforma educativa e os conflitos diretos com a imprensa.
Conquanto o governo parecia enfrentar à burguesia liberal, o real é que lutava com uma fracção desta e se expressava ao interior do governo. Devido a isto teve muitas burlas da lei e seu incumprimento gerava ganhos a curta prazo para os industriais. Neste período também surge a ideia de combater a oposição e instabilidade com novas forças como as organizações políticas baixo seu controle unindo órgãos do Estado com elas como SINAMOS. A segunda etapa de 1973 a 1974 abarca a construção do projeto criado pelos militares com a consolidação do velasquismo com todo o peso de sua liderança e a derrota do reformismo liberal. No entanto, também se inicia uma crise gerada pelos meios de imprensa e a decisão do governo de não debater com a oposição. Aqui surgem duas tendências a do “não partido” e a tendência da “Missão” no meio de uma complexa rede de lutas internas que esperam uma definição para atuar.

###### 1974-1975
O almirante Vargas Caballero passa ao retiro e com ele toda a parte da cúpula do governo que tinha uma tendência conservadora e representava à burguesia liberal. Sua saída também significou a derrota de um projeto político do reformismo liberal. No entanto, esta tendência depois regressaria com o fim do governo militar. Um signo de que seguia latente foi a reação dos oficiais da Marinha que com um forte espírito de corpo se enfrentou ao Governo pela destituição de seu chefe. O que demonstra a oposição da Marinha para Velasco é também o início de uma profunda crise institucional que teve seu centro no manejo autoritário do presidente e no manejo da mobilização popular.
O desgaste do governo era visto pelos empresários desde fora do jogo político já que não tinham representantes, mas esperavam que dado que o espaço político se estreitava se resolvesse sozinho. A condução do processo de revolução, onde só uma cúpula governava e não permitiam as infiltrações, impedia articular uma abertura para a participação popular. A crise econômica empurrou ao governo a medidas pragmáticas como reduzir o consumo popular e incentivar o investimento privado, além do isolamento internacional com toda a repressão aumentou.
O processo revolucionário não podia mudar em sua forma substantiva e só produziu políticas para não mudar ou transformar a sociedade como era seu objectivo inicial. A luta política entre os membros da “Missão” com um marcado anticomunismo, que representavam aos empresários que pediam maior proteção e, os militares progressistas sem Velasco à cabeça finalizou com o golpe institucional do 29 de agosto de 1975 que é ponto culminante de uma luta de tendências levada ao limite da ruptura.

##### Aspecto econômico

###### Antecedentes
A economia peruana estava constituída por:
a) um sector agrícola primitivo, estancado e superlotado.
b) um sector manufactureiro que a sua vez se compunha de duas subsetores desiguais, ambos urbanos: um pequeno, moderno e com um alto grau de investimento de capitais; e outro tradicional, de maior tamanho, composto de trabalhadores independentes e de muitos pequenos artesãos.
c) um florescente sector de serviços, que também se compunha de elementos modernos e tradicionais muito divergentes, como profissionais e proprietários ou gerentes de indústrias, junto a trabalhadores dos mercados, pessoal de serviço sem habilidade especial e vendedores ambulantes.

###### A economia
O objectivo econômico do Governo era o “promover a superiores níveis de vida, compatíveis com a dignidade da pessoa humana, aos sectores menos favorecidos da população, realizando a transformação das estruturas econômicas, sociais e culturais do país.” Conquanto o governo de Velasco definiu uma nova forma de Estado que possuía poder econômico efetivo, este seguia sendo dependente do sistema capitalista. Já que as regras de jogo do capitalismo ainda persistiam no sistema, os sectores industriais puderam incrementar seu poder econômico e conservar sua capacidade de influência.
Para os militares o estancamento econômico devia-se à monopolização e má distribuição dos recursos econômicos que estavam a graça dos oligarcas e os inversores estrangeiros. O objectivo que se propunham era conseguir um crescimento determinado por exportações com valor agregado e maior integração da economia local. As atividades das empresas estrangeiras deviam ser limitadas e reguladas, depois, a economia nacional poderia obter ganhos de um modelo de substituição de importações por produtos intermediários, através do desenvolvimento da indústria nacional mediante o incentivo à importação de bens de capital e a restrição das importações de manufaturas. O protecionismo teve como efeito uma diminuição da competitividade da produção nacional, destinada quase exclusivamente a abastecer um pequeno mercado interno e não à exportação.
A intenção de os militares era permanecer no poder até que o processo revolucionário fosse irreversível, para isso introduziram uma série de reformas que afetaram quase todas as esferas da sociedade. Para que a proposta funcionasse, o estado devia ter um papel ativo para promover e guiar o desenvolvimento nacional através de sua intervenção na atividade econômica, sociocultural e política.  As reformas que realizou o governo com a estatização de vários sectores da produção fizeram que vários serviços públicos passassem a mãos do Estado.
O propósito da reforma industrial foi conseguir desenvolvimento industrial permanente, a autonomia econômica nacional significou que os industriais peruanos fossem os principais beneficiários do crescimento industrial, assim se deram incentivos generosos às indústrias para alentar a reinversão e importação de bens de capital e insumos. A Lei Geral de Indústrias deu aos empresários isenções tributárias e proteção no mercado. Se dantes da nacionalização as empresas públicas obtinham benefícios e pagavam impostos, após a nacionalização deixaram de fazê-lo, algumas nem sequer integraram suas atividades ao plano de desenvolvimento nacional. Para 1975, o sector público era grande e estava em falência.

#### Governo de Morales Bermúdez

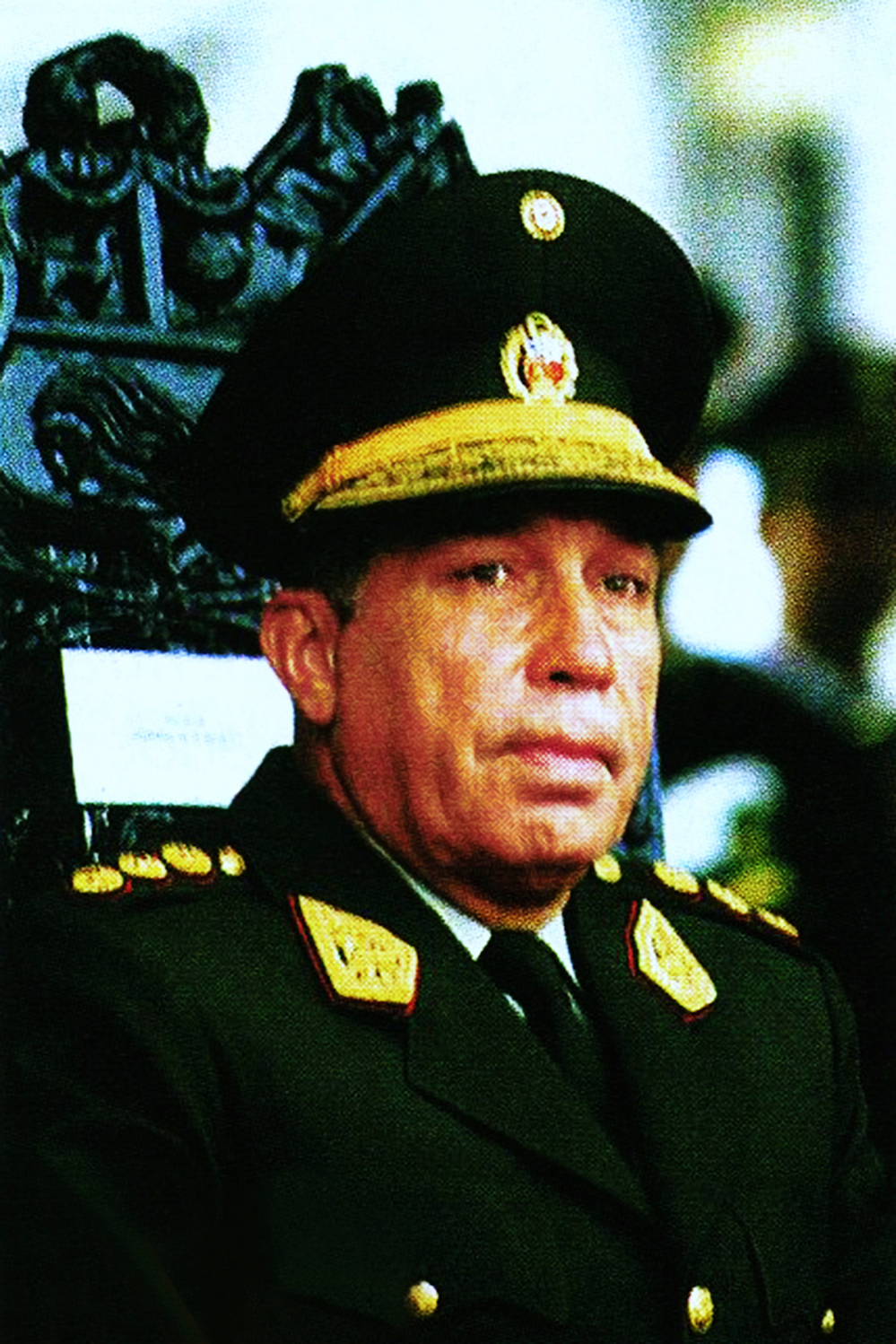
Francisco Morales Bermúdez

Francisco Morales Bermúdez substituiu Velasco, em 1975, citando a malversação econômica de Velasco e com saúde deteriorando. Morales Bermúdez levou a revolução para uma "segunda fase mais conservadora", enquanto temperava as medidas radicais da primeira fase e começava a tarefa de restabelecer a economia do país. Uma Assembleia Constitucional foi criada em 1979, comandada por Víctor Raúl Haya de la Torre.
Durante os anos oitenta, o cultivo ilegal de coca foi estabelecido em áreas extensas do lado oriental das andes. Movimentos insurgentes rurais, como o Sendero Luminoso e o Movimento Revolucionário Túpac Amaru  (MRTA) aumentaram durante este tempo.

### O retorno à democracia
Nas eleições de 1980, o presidente peruano Fernando Belaúnde Terry foi eleito num quadro de forte diluição dos votos. Uma das primeiras ações dele como tal foi a restituição de vários jornais aos seus respectivos donos.
Deste modo, a liberdade de expressão assumiu importante papel,  mais uma vez no Peru. Gradualmente, ele também tentou desfazer alguns dos efeitos mais radicais da reforma agrária iniciados por Velasco, e inverteu a posição independente que a ditadura de Velasco teve com os Estados Unidos.
O segundo governo de Belaúnde também foi marcado pelo apoio incondicional à Argentina durante a Guerra das Malvinas, contra a Inglaterra em 1982. Belaúnde declarou que o "Peru estava pronto para apoiar a Argentina com todos os recursos possíveis." Isto incluiu várias aeronaves e militares da Força aérea peruana, como também navios, e médicos.
Belaúnde propôs um acordo de paz entre os dois países, mas o governo britânico rejeitou o acordo e lançou um ataque a um cruzador Argentino obsoleto que transportava tropas para o continente, longe da zona de exclusão naval designada pelos britânicos para as ilhas Malvinas (Falkland).
O ataque chocou a opinião pública sul-americana , pela perda da vida de centenas de jovens recrutas. Diante do apoio do Chile à Inglaterra, Belaúnde pediu a unidade latino-americana.
Os problemas econômicos ocorridos no governo militar prévio, pioraram por uma ocorrência do "El Niño" em 1982-1983 que causaram inundação difundida em algumas partes do país e estiagens em outras, e dizimou os cardumes de peixe marinho, que é um dos recursos principais do país. Depois de um começo promissor, a popularidade de Belaúnde diminuiu drasticamente debaixo da tensão de inflação, sofrimento econômico, e terrorismo.
Em 1985, a Aliança Revolucionária Popular Americana (APRA) ganhou a eleição presidencial, elegendo Alan García para o governo. A transferência da presidência de Belaúnde para García no dia 28 de julho de 1985, foi a primeira troca de governo ocorrida no Peru democrático em 40 anos[carece de fontes?].
Pela primeira vez na história da APRA, o partido alcançou maioria parlamentária, e Alan García começou sua administração com esperanças por um futuro melhor. Porém, a malversação econômica levou à hiperinflação de 1988 a 1990. O governo de García no foi marcado por picos de hiperinflação que alcançaram 7.649% em 1990 e tiveram um total cumulativo de 2.200.200% entre julho de 1985 e julho de 1990, desestabilizando profundamente a economia peruana.
Devido à inflação crônica, a moeda corrente peruana, o sol, foi substituído pelo Inti em 1985, e este pelo "sol novo" em julho de 1991, que foi lançado com um valor cumulativo de um bilhão de "sóis". Durante a administração de García, a renda per capita dos peruanos caiu para 720 dólares (abaixo do nível de 1960) e o Produto Interno Bruto (PIB) do país caiu 20%. Ao final de seu governo, as reservas nacionais estavam em um saldo negativo de 90 milhões de dólares.
A turbulência econômica provocou tensões sociais no Peru e em parte contribuiu para o crescimento do movimento rebelde violento. Infelizmente, o fracasso de sua política sócio-econômica obstruiu negociações pacíficas e fortaleceu a solução militar ao terrorismo crescente. O custo político se traduziu nas violações de direitos humanos que ainda estão sendo investigadas.[carece de fontes?]

### Governo de Alberto Fujimori (1990-2000)

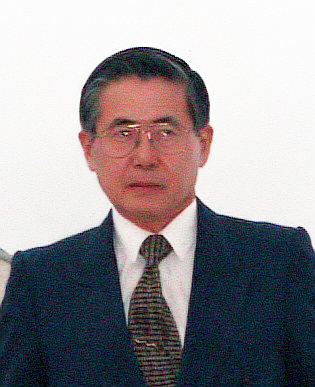
Alberto Fujimori

Diante da crise na economia, com a ameaça terrorista crescente do Sendero Luminoso, e alegações de corrupção oficial, os eleitores escolheram o ainda desconhecido Alberto Fujimori, como presidente em 1990.
Fujimori implementou medidas drásticas que fizeram a inflação cair de 7.650% em 1990 para 139% em 1991. A moeda é desvalorizada em 200%, os preços estão subindo acentuadamente (especialmente a gasolina, cujo preço é multiplicado por 30), centenas de empresas públicas estão sendo privatizadas e 300 mil empregos estão sendo perdidos.  No entanto, o balanço social continua a ser muito menos positivo. A maioria da população não beneficiou dos anos de forte crescimento, o que, em última análise, apenas aumentará o fosso entre ricos e pobres. A taxa de pobreza manteve-se em cerca de 50%. A oposição enfrentou-o pelo seu esforço em diminuir a inflação, e Fujimori dissolveu o Congresso no auto-golpe de 5 de abril de 1992. Ele então revisou a constituição, convocando eleições congressionais. Privatizou companhias nacionais, criou um clima de investimento pacífico e administrou de forma sã a economia.
A administração de Fujimori estava obstinada em combater os vários grupos insurgentes, principalmente o Sendero Luminoso, o que levou a uma campanha terrorista na zona rural ao longo dos anos oitenta. Ele rechaçou os insurgentes e conseguiu suprimi-los em grande parte antes do fim dos anos noventa, mas sua luta foi ofuscada por atrocidades cometidas tanto pela força de segurança peruana e os insurgentes: os massacres de Barrios Contraltos e La Cantuta que o governo impôs aos grupos paramilitares, e os bombardeios de Tarata feitos pelas organizações Frecuencia Latina e Lustrando Caminho. Esses exemplos chegaram a ser vistos como símbolos das violações de direitos humanos subseqüentemente cometidas durante os últimos anos de violência. Com a captura de Abimael Guzmán (conhecido como "Presidente Gonzalo") em setembro de 1992, o Lustrando Caminho recebeu um severo golpe que praticamente destruiu a organização.
Em Dezembro de 1996, um grupo de rebeldes pertencentes ao MRTA assumiu a embaixada japonesa em Lima, tendo 72 reféns. Comandos militares invadiram a embaixada em Maio de 1997, o que resultou na morte de todos os quinze sequestradores, além de um refém e dois militares. Mais tarde, porém, surgiria a denúncia de que o chefe de segurança de Fujimori, Vladimiro Montesinos, teria ordenado a morte de pelo menos oito dos rebeldes após a sua rendição.

## República (século XXI)
A decisão de Fujimori de tentar um terceiro governo, questionável do ponto de vista constitucional, e sua vitória obtida em junho de 2000 trouxeram um tumulto político e econômico. Semanas depois de assumir o cargo, um escândalo de suborno o forçou a convocar novas eleições nas quais ele não concorreria. O escândalo envolveu Vladimiro Montesinos que apareceu em uma gravação de televisão subornando um político para mudar de lados. Montesinos emergiu posteriormente como o centro uma vasta teia de atividades ilegais, inclusive desfalques, tráfico de drogas e violações de direitos humanos cometidas durante a guerra contra o Sendero Luminoso.
Após a renúncia, Fujimori exilou-se no Japão, enquanto tentava se livrar das acusações de violações de direitos humanos e corrupção lançadas pelas novas autoridades peruanas. O chefe de inteligência dele Vladimiro Montesinos, fugiu do Peru logo depois da renúncia. Autoridades venezuelanas o prenderam em Caracas em junho de 2001 e o deportaram para o Peru, onde ele está preso por corrupção e violações de direitos humanos durante a administração de Fujimori.
Um governo provisório presidido por Valentín Paniagua assumiu a responsabilidade de realizar de novas eleições presidenciais e parlamentares. As eleições foram realizadas em abril de 2001; e contaram com a presença de observadores que as consideraram livres e justas. Alejandro Toledo (que liderou a oposição à Fujimori) derrotou o ex-presidente Alan García.

### Governo de Alejandro Toledo

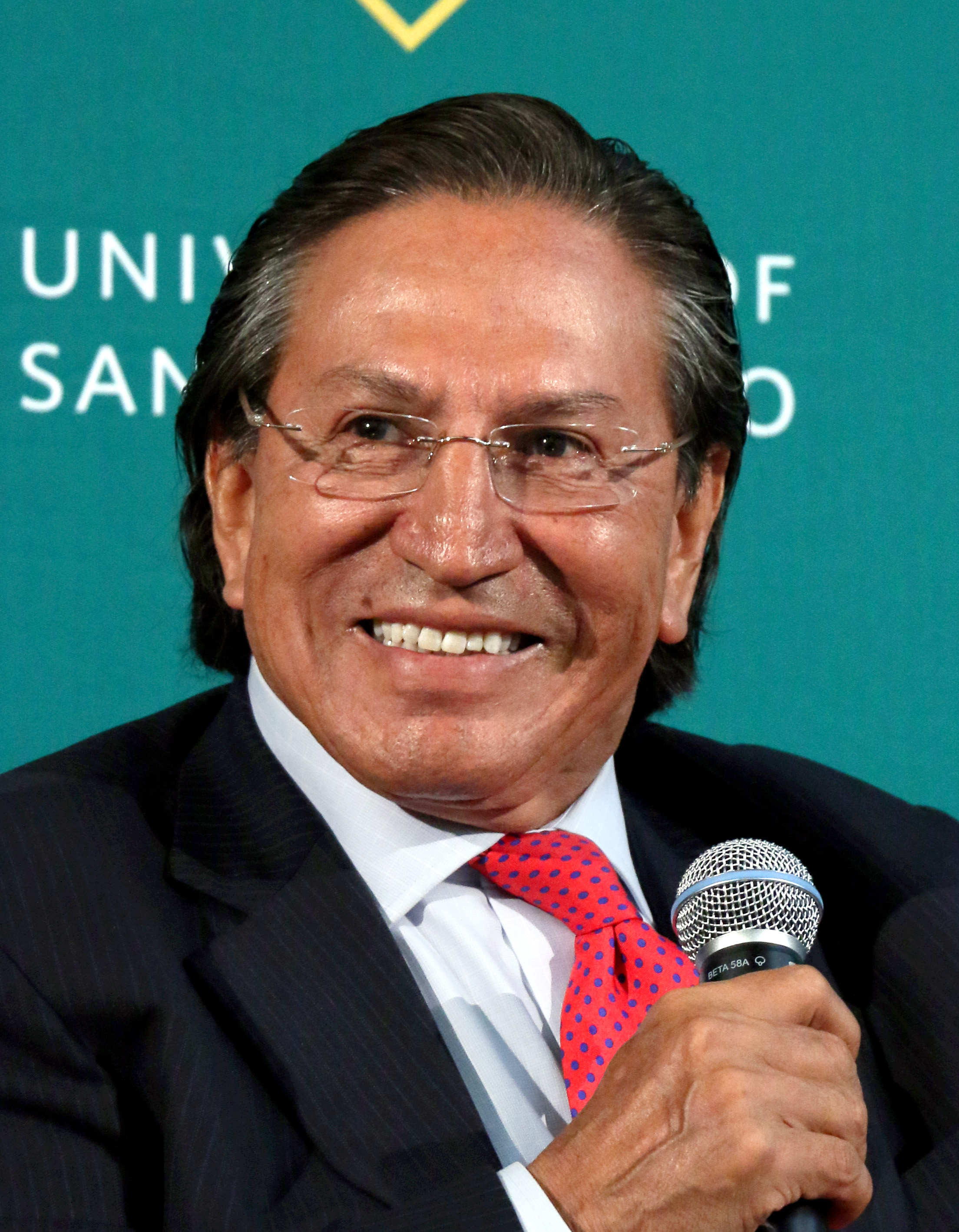
Alejandro Toledo

O novo governo eleito assumiu o poder em 28 de julho de 2001. A administração de Toledo conseguiu recuperar algum grau de democracia ao Peru após o autoritarismo e a corrupção que tanto atormentaram os governos Fujimori e García. Inocentes julgados injustamente por tribunais militares durante a guerra contra o terrorismo (1980-2000) foram autorizados a receber novos julgamentos em tribunais civis.
O presidente Toledo foi forçado a fazer várias mudanças de seu gabinete, principalmente em resposta a escândalos pessoais. O governo de coalizão de Toledo era minoria no Congresso e teve que negociar de forma específica com os demais partidos para formar maiorias nas propostas legislativas. A popularidade de Toledo nas votações caiu ao longo do último ano, devido em parte a escândalos familiares e em parte ao descontentamento entre trabalhadores com sua parcela de benefícios do sucesso macroeconômico do Peru. Depois que as greves dos professores e produtores agrícolas levaram a bloqueios de estrada de âmbito nacional em maio de 2003, Toledo declarou estado de emergência e suspendeu algumas liberdades civis, dando poder aos militares para restabelecer a ordem em 12 regiões. O estado de emergência foi reduzido desde então às poucas áreas de operação do Lustrando Caminho.
Em 28 de agosto de 2003, a Comissão da Verdade e da Reconciliação (CVR), encarregada de estudar as raízes da violência do período 1980-2000, apresentou seu relatório formal ao Presidente.
Uma revolta ocorreu em Puno, onde uma multidão enfurecida linchou seu prefeito, em abril de 2004. Outro protesto social foi o chamado Andahuaylazo, liderado por Antauro Humala, que causou a morte de quatro policiais nos primeiros dias de 2005.

### Segundo governo de Alan García

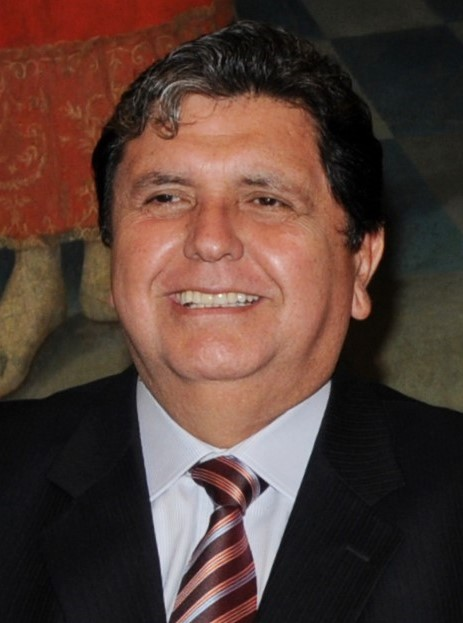
Alan García

Em 9 de julho de 2006, o ex-presidente Alan García venceu as eleições presidenciais do Peru. O segundo governo de Alan García caracterizou-se por seu forte interesse em favorecer o investimento estrangeiro, pelo desejo de acelerar a integração do Peru com os grandes mercados mundiais e de estimular os empresários a injetar seu capital no país. Entre outros acordos, conseguiu finalizar o TLC com os Estados Unidos e acordos semelhantes com China, Tailândia, Chile, Canadá, Coreia do Sul e México. Por outro lado, a inflação atingiu seu nível mais baixo em décadas (2%), contrastando com o primeiro governo García que havia concluído com a maior hiperinflação da história republicana. As reservas internacionais também atingiram um recorde histórico e o crescimento sustentado do país foi mantido. Graças a uma gestão adequada da economia, o Peru conseguiu superar sem grandes choques a recessão mundial que atingiu os principais compradores: Estados Unidos, China, etc.
Outro fato importante foi o pedido do Estado peruano perante a Corte Internacional de Justiça de Haia para resolver a disputa de delimitação marítima entre Chile e Peru sobre a soberania de uma zona marítima no Oceano Pacífico. Em 16 de janeiro de 2008, o embaixador peruano Allan Wagner Tizón entregou a demanda na sede da Corte. A Corte, após analisar as posições dos dois países, se pronunciou em 27 de janeiro de 2014, já sob o governo de Ollanta Humala. Devido a esta decisão, o Peru recuperou 50.000 km² de mar.
No entanto, o governo García teve que suportar, como o anterior em Toledo, protestos sociais em vários locais, sendo o episódio mais sombrio o chamado massacre de Bagua, onde, um confronto entre os indígenas e as forças de segurança causou a morte de dezenas de pessoas, incluindo 23 policiais.

### Governo de Ollanta Humala

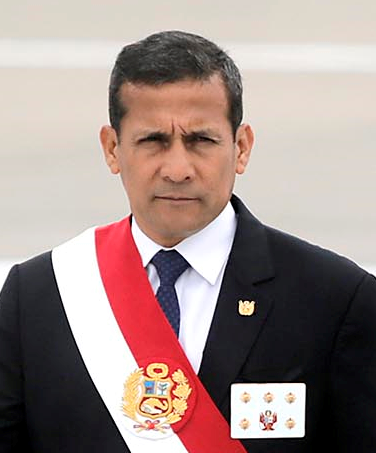
Ollanta Humala

O novo governo eleito, presidido por Ollanta Humala, assumiu o poder em 28 de julho de 2011. A cerimônia de posse contou com a presença de Felipe de Borbón y Grecia, dos presidentes sul-americanos Juan Manuel Santos, Cristina Fernández de Kirchner, Rafael Correa, José Mujica, Dési Bouterse, Evo Morales, Sebastián Piñera, Dilma Rousseff, Ricardo Martinelli; o presidente de Curaçao, Gerrit Schotte; o da Geórgia, Mikhail Saakashvili; os chefes de Estado centro-americanos Porfirio Lobo e Álvaro Colom, além da primeira-dama do México Margarita Zavala Gómez del Campo, o chanceler venezuelano Nicolás Maduro, o assessor do governo americano, Dan Restrepo; o chanceler argentino Héctor Timerman; o vice-presidente cubano, José Ramón Machado Ventura; o ministro das Relações Exteriores britânico, Jeremy Browne; o ministro chinês da Agricultura, Han Changfu, e o primeiro-ministro japonês, Yukio Hatoyama.
Em 29 de julho, presidiu o tradicional desfile policial-militar; Ele foi acompanhado no palco por sua esposa Nadine Heredia, congressistas, o presidente da Geórgia, Mijail Saakashvili e o chefe do governo de Curaçao, Gerrit Schotte.
As nomeações de seu primeiro gabinete ministerial foram consideradas bem sucedidas; no entanto, a nomeação de vários militares do seu ambiente imediato para cargos de Estado foi alvo de fortes críticas.

#### Os primeiros 365 dias

##### Criação do Ministério do Desenvolvimento e Inclusão Social

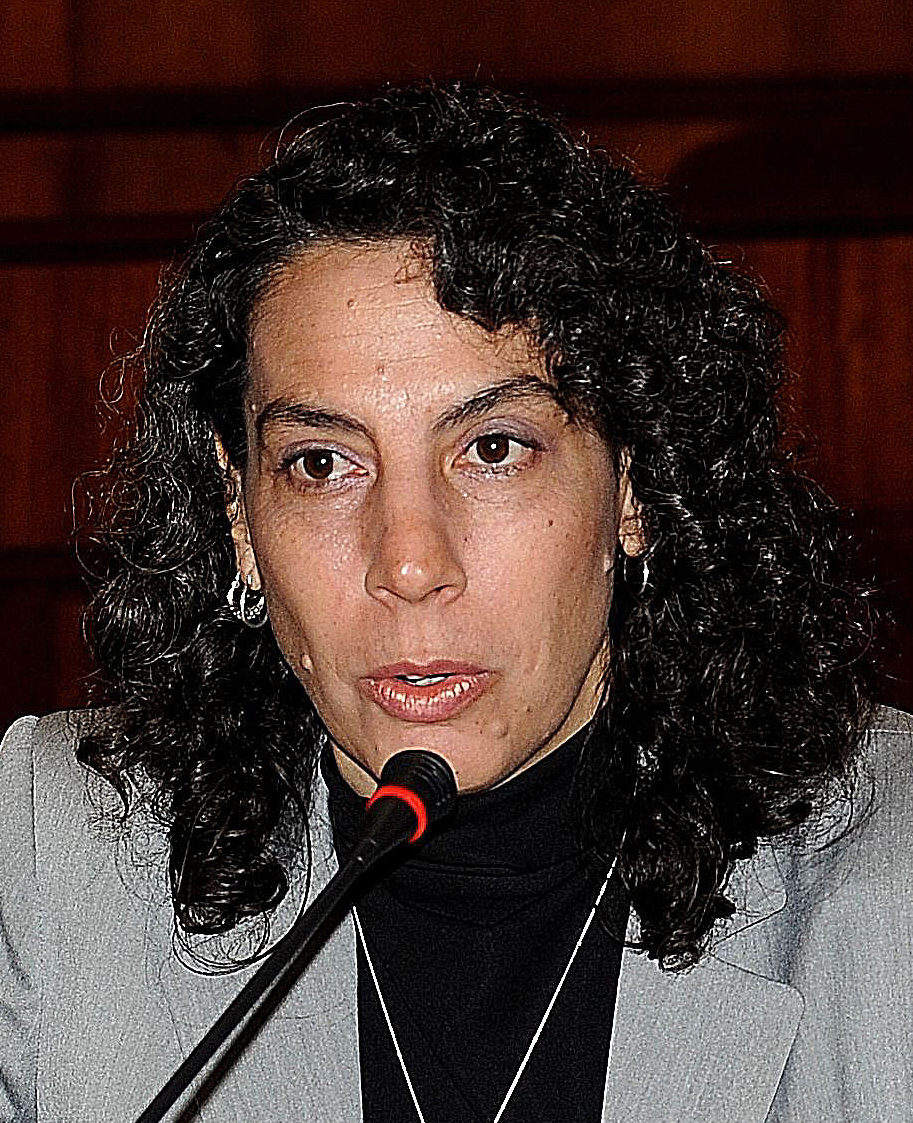
Carolina Trivelli

O Ministério do Desenvolvimento e Inclusão Social foi criado em 20 de outubro de 2011, com a posse da Ministra Carolina Trivelli na cidade de Cusco em 21 de outubro do mesmo ano. Foi criado com o propósito de aumentar a qualidade de vida das pessoas que sofrem com a pobreza e são vulneráveis, procurando proteger os seus direitos, ter as mesmas oportunidades que o resto da população, potenciar os recursos e competências que possuem. Este Ministério estabelece convênios com organizações do setor público, privado e sociedade civil, visando a realização de projetos sociais, por meio de monitoramento, capacitação, reforço, avaliação de seu andamento e articulação entre seus idealizadores.

##### Conflitos
Desde o início de sua gestão, foram gerados transtornos para seu governo. Assim, em novembro de 2011, teve que enfrentar o conflito de mineração Conga em Cajamarca, deixando um saldo de fatalidades, o que resultou na paralisação das operações e na renúncia do primeiro-ministro Salomón Lerner. Outro problema que teve de enfrentar foi a separação do vice-presidente Omar Chehade, que teria realizado uma reunião não oficial com policiais de alto escalão.
Em 2012, um grupo de narcoterroristas fez reféns os trabalhadores da Camisea Gas em Cuzco e as ações para resgatá-los resultaram no assassinato de oito policiais.
Durante a campanha em Cajamarca em 5 de junho de 2011, o presidente Humala disse ter visto várias lagoas que eles queriam comprar e perguntou aos moradores se queriam vender sua água, ao que eles responderam que não concordavam. O presidente pergunta novamente o que é mais importante para eles, água ou ouro, ao que eles respondem, água. Ele prometeu respeitar a vontade de Bambamarca e Hualgayoc em relação à mineração. Ele também assegurou que a agricultura, a pecuária e a água seriam respeitadas pelos peruanos.
Em 16 de novembro desse mesmo ano, quando já havia assumido o comando, afirmou que o projeto Conga é um projeto importante para o Peru, porque permitirá realizar a grande transformação. Diante disso, o presidente Humala rejeita posições extremas e propõe uma posição sensata, água e ouro. Após a perícia internacional, em 20 de abril de 2012, afirmou que desejava deixar claro que o projeto de mineração Conga deve se submeter às novas condições que o Estado dispõe em benefício de todos os peruanos e especialmente da população de Cajamarca. Dois meses depois, em 23 de junho, ele declarou que seria possível fazer com que a empresa garantisse o abastecimento de água, mas não poderia expor o Peru à violação do Estado de Direito, já que seu governo não permitirá o desenvolvimento de nenhuma atividade extrativista. Projeto que exponha a população à escassez de água ou que não tenha os padrões de qualidade permitidos para consumo humano. Por fim, em 18 de novembro, disse acreditar que o Conga é um tema que foi superdimensionado e deve ser colocado em sua real dimensão.
Representantes da cidade de Cajamarca e do Congresso criticaram o discurso do presidente. Um deles, Gregório Santos, presidente regional, disse que o projeto não vai financiar a Grande Transformação, pois só terá lucro em 2016. Da mesma forma, as comunidades camponesas iniciariam uma greve por tempo indeterminado enquanto aguardavam a retirada da empresa de extração de Conga. Por outro lado, o deputado nacionalista, Javier Diez Canseco, opôs-se ao discurso do presidente e afirmou que seria necessário provar que ouro e água são compatíveis. Ele mencionou que a população não confia na empresa Yanacocha, pois já foram apresentados antecedentes negativos quanto à veracidade dos Estudos de Impacto Ambiental. Da mesma forma, a Ordem dos Advogados se pronunciou sobre a defesa das lagoas e mangues de Cajamarca.

#### Relacionamento com a imprensa
Desde o início do governo tem-se verificado que o presidente não está disposto a dar declarações à imprensa. Da mesma forma, o primeiro-ministro Salomón Lerner Ghitis informou sobre uma carta dirigida aos 17 ministros, na qual os exorta a não fazer declarações à imprensa sobre assuntos governamentais e solicita que informem por escrito o conteúdo de suas declarações a esse respeito. No campo do poder legislativo, o Congresso abriu com uma sessão reservada para um assunto juridicamente alheio a essa classificação. Seu presidente, Daniel Abugattás mostrou forte repúdio à imprensa, produzindo alguns confrontos.

#### Aprovação do governo
Um 62 % da população aprova a gestão do presidente Ollanta Humala em seus primeiros dias, segundo uma encuesta nacional de Datum Internacional, realizada entre o 5 e o 8 de agosto. Em julho de 2012 a aprovação é de 36 %.

#### Encargo mineiro
O presidente do Conselho de Ministros, Salomón Lerner Ghitis, anunciou o 25 de agosto, que o governo lembrou com as empresas mineiras que operam no país o pagamento de um encargo de 3,000 milhões de novos sóis por ano, foi durante sua exposição da política governamental ante o pleno do Congresso da República. Explicou que em cinco anos, este novo rendimento público aos novos níveis actuais de preço atingirá a cifra de 15,000 milhões de sóis.
“Este encargo não afectará nem o investimento nem a competitividade das empresas facilitando o investimento em projectos por 30,000 milhões de dólares nos próximos cinco anos no sector de mineração”, dimensionou.

#### Lei de Consulta Prévia
O Presidente da República promulgó o 06 de setiembre do mesmo ano , a esperada Lei de Consulta Prévia aos povos indígenas. É um texto íntegro deste mecanismo que procura promover o recolho da opinião dos povoadores indígenas ao momento de decidir ou não um investimento nos lugares onde habitam.
Ademais, o mandatário confiou em que este mecanismo legal poderá fortalecer os investimentos: "Esta lei fortalece o processo de investimentos, porque agora os processos que se dêem de investimentos necessariamente deverão ser consultados com a população, e o facto da vinculancia não é tão importante, sina mais bem o recuperar a voz da cidadania".
A lei de Consulta Prévia é o resultado da intenção conciliadora, a qual, foi eixo fundamental do governo de Ollanta Humala. Esta Lei, aprovada pela maioria no ano 2011, foi proposta baixo o lente de que é um direito fundamental para os povos indígenas a consulta de decisões em frente a seus domínios e é um signo fortalecedor da inclusão social. A Lei consiste basicamente em reconhecer o direito fundamental que possuem os diferentes grupos étnicos ao momento de tomada de decisões de maneira vertical; e dessa maneira poder consensuar a protecção de sua cultura, ao mesmo tempo, garantindo sua participação. Desta maneira, o aplicativo da Lei representaria um grande avanço para a legitimidade do Estado peruano e seria exemplo de seu alcance em territórios afastados.

#### Caso PRONAA
O 20 de setiembre de 2011 morreram três meninos intoxicados depois de ingerir alimentos do PRONAA (Programa Nacional de Assistência Alimentar), organismo dependente do MIMDES; horas depois Aída García Laranjeira, titular deste sector fez caso omiso a este fallecimiento e continuou com actividades de celebração de uma das instituições; depois disso os parlamentares de Força 2011 e Aliança pela Grande Mudança criticaram a inacción da ministra e pediram a interpelación que foi apoiada por outros partidos políticos; dias depois outros seis meninos e uma professora foram intoxicados por alimentos da mesma instituição. A ministra apresentou-se ao Congresso o 6 de outubro, depois de que García Laranjeira deslinde dessa responsabilidade, o 13 de outubro passou a debater a censura da ministra que não prosperou. No ano 2012, o governo de Humala decidiu fechar definitivamente este programa alimentar.

#### Escândalos de Vice-presidentes
Na quincena de outubro de 2011, o jornalista Gustavo Gorriti denunciou que o segundo vice-presidente e congressista, Omar Chehade, teria sido enlace entre oficiais da polícia e familiares seus vinculados ao grupo Wong. Chehade foi acusado pelo general retirado da Polícia, Guillermo Arteta, de ter proposto a inícios deste mês numa reunião com outros altos oficiais dessa instituição o desalojo dos trabalhadores da empresa azucarera Andahuasi que a administram por ordem judicial. Isto, segundo Arteta (que era então chefe policial de Lima Norte, onde está localizada Andahuasi), com o fim de entregar a azucarera à empresa Wong, uma das mais poderosas no país com actividades na agroindústria e o comércio. Depois disso a Promotoria da Nação propôs uma investigação e do mesmo modo, a Comissão de Ética do Congresso da República. Ao respeito, Chehade tem negado a versão de Arteta e defendeu-se, indicando que se pretende desestabilizar seu trabalho no parlamento. Dias depois revelou-se que Chehade sustentou reuniões com o exministro de Transportes Enrique Cornejo Ramírez no mês de junho para tratar de direccionar a licitação do segundo trecho do Comboio Eléctrico a favor da empresa brasileira Andrade Gutiérrez, obra que está valorizada 583 milhões de dólares. O congressista e vice-presidente foi suspendido 120 dias pelo Pleno do Congresso o 5 de dezembro, com 103 votos. Chehade Moya renunciou à vicepresidencia o 16 de janeiro de 2012, horas dantes da votação no congresso para uma acusação constitucional.
O 30 de outubro, o programa jornalístico Quarto Poder denunciou que a vice-presidente Marisol Espinoza exerceu sua poder (enquanto estava a ocupar o despacho presidencial) para transladar um tomógrafo que estava destinado a Abancay, a Piura, cidade natal da também congressista. Esta denúncia baseia-se em que o 11 de agosto, um mês dantes de que reassociar-se-á a equipa de Abancay a Piura, Espinoza lhe enviou uma carta ao presidente executivo de EsSalud, Álvaro Vidal, lhe pedindo explicações de por que um tomógrafo que requeria Piura desde faz quatro anos, não tinha chegado ainda. Coincidentemente, quase um mês após sua carta, o 6 de setiembre fez-se oficial o translado do tomógrafo comprado para Abancay à cidade natal da legisladora oficialista. O 9 de dezembro o diário Peru21 denunciou que a também congressista em janeiro de 2011 defendeu a ampliação da Lei 29299 e exigiu que, por insistencia, o Pleno aprovasse o projeto de lei —observado pelo Executivo— que propunha estabelecer medidas para viabilizar o regime das empresas azucareras Depois disso a vice-presidente interveio na diligência judicial de Tumán, a favor do Grupo Oviedo, para evitar a mudança da administração a favor de um grupo de demandantes. Depois da promulgação da questionada norma por parte do Congresso, Jorge Espinoza Cruz, piurano, irmão da parlamentar, ingressou a trabalhar ao área de Segurança, Qualidade e Meio ambiente da azucarera chiclayana Tumán, que é administrada pelo grupo Oviedo.

#### Crise do gabinete
O 10 de dezembro de 2011 o Presidente do Conselho de Ministros, Salomón Lerner Ghitis, renunciou a seu cargo. Depois disso, Humala aceitou sua renúncia e deu a conhecer aos meios que Óscar Valdés assumirá o premierato. A renúncia deu-se no meio de conflitos sociais como os de Cajamarca, Andahuaylas e Mãe de Deus, acordando preocupações na oposição. Ao dia seguinte o expresidente Alejandro Toledo Manrique saiu nos meios de imprensa a anunciar o retiro de seus ministros do gabinete e que não aceitou um novo oferecimento para voltar a integrar o Executivo. Na noite do mesmo dia juramentó o Premier e 10 novos ministros.

#### Captura de Artemio
O 9 de fevereiro de 2012 deu-se a notícia que o líder Senderista Florindo Eleuterio Flores 'Artemio' foi ferido depois de luta entre polícias e senderistas no Alto Huallaga. Três dias depois o Ministro de Defesa Alberto Otárola confirmou que o líder senderista foi capturado em Tocache. Depois disso Artemio foi transladado à cidade de Lima, em onde foi internado no Hospital de Polícia por feridas, nos seguintes dias foi transladado à DIRCOTE.

#### Antauro Humala na prisão
Na sexta-feira 2 de março de 2012 o irmão do presidente, Antauro Humala foi transladado da prisão de 'Pedras Gordas' ao penal 'Virgen da Graça' em Chorrillos, este último parecia ser um penal inexistente ou pouco conhecido. A mudança deu-se por medidas de segurança segundo o chefe do Instituto Nacional Penitenciário, José Luis Pérez Guadalupe. Depois disso diversos políticos consideraram à mudança de penal como um medida inconveniente.; do mesmo modo a comissão de justiça do Congresso citou ao Ministro de Justiça, Juan Jiménez, e ao chefe do Instituto Nacional Penitenciário, para que expliquem esta decisão. Dias depois o titular do Ministério de Justiça contou que chegaram relatórios de inteligência nos quais se dava conta de um plano para sequestrar a Antauro e a seus familiares em Pedras Gordas. Aos dias seguintes o expresidente Alejandro Toledo Manrique saiu em conferência de imprensa exigindo que o presidente Humala se pronuncie sobre o tema; ademais anunciou uma possível interpelación ao Ministro de Justiça por parte de Peru Possível; do mesmo modo sublinhou que Antauro Humala é um golpista, também a excandidata presidencial Lourdes Flores Nano também criticou ao chefe de Estado, a quem demandou que se pronuncie sobre o caso Antauro.

#### Terrorismo
O 9 de abril, um grupo terrorista sequestrou a trabalhadores da TGP (Transportadora de Gás do Peru) na Província da Convenção, Cusco. Depois disso as forças militares e policiais receberam um comunicado dos terroristas em onde estes ter-se-ia exigido 10 milhões de dólares, além de material explosivo, camisas e pantalones. O 12 de abril produziu-se um confronto entre forças da ordem e senderistas no VRAE, que deixou a uma capitã da polícia morrida; aos dois dias libertaram-se aos sequestrados; segundo os comunicados oficiais, a libertação deu-se por pressão das forças armadas; na operação de resgate os militares dispararam contra um helicóptero e fizeram-no cair; depois disso desparecieron dois polícias na zona; nos seguintes dias acusou-se ao exército de ter comprado implemento em mau estado e raciones malogradas. O 30 de abril encontrou-se a Luis Astuquillca, um dos desaparecidos no VRAE, dois dias depois se encontrou o cadáver de César Vilca, que foi encontrado pelo pai; depois disso o Ministério do interior emitiu um comunicado informando do aparecimento do corpo graças a uma intensa busca por parte da polícia. O 3 de maio, no pleno do congresso apresentou-se a moção de censura contra ministros de Interior e Defesa por "incapacidade, falta de liderança e estratégia". O 10 de maio os ministros Alberto Otárola (Interior) e Daniel Lozada (Defesa) apresentaram sua renúncia irrevocable.

#### Mudança de gabinete
Na segunda-feira 23 de julho de 2012, depois de semanas de especulação, Óscar Valdés apresentou sua renúncia à Presidência do Conselho de Ministros do Peru, junto a ele todos os ministros puseram seus cargos a disposição; sendo a segunda crise de gabinete em menos de um ano de governo de Humala. Na tarde do mesmo dia, Ollanta Humala nomeou premiê a Juan Jiménez Maior, além desta mudança, teve mais seis nos sectores de Agricultura, Saúde, Interior, Defesa e Justiça.

#### Segunda Mensagem à Nação por Festas Pátrias
O 28 de julho, ao cumprir-se um ano do governo, começou-se celebrando a Missa e Te Deum tradicional na Catedral de Lima; depois disso, o presidente percorreu a pé pelo Jirón Junín para chegar ao Congresso, em onde brindou sua segunda mensagem à nação, por festas pátrias. Segundo a constituição peruana, o presidente nesta data deve dar uma mensagem à nação em onde de conta do realizado e exponham seus planos futuros. Este discurso cumpriu com o anterior, mas foi também criticado por líderes políticos por seu conteúdo em cifras e pelas poucas metas conseguidas, bem como os temas que não foram mencionados.

#### Compra de activos de Repsol
A inícios de abril de 2013 a empresa Reuters revelou que Petroperu, empresa do governo, apresentou uma oferta preliminar à espanhola Repsol para comprar sua refinaria e estações de gasolina que tem no país, em momentos em que a companhia europeia está a vender parte de seus ativos no exterior; a proposta inclui a refinaria de petróleo A Pampilla, a corrente de estações de gasolina e uma planta envasadora de Repsol em Peru. Depois disso, o premier Juan Jiménez Maior afirmou que o Governo considera participar de forma parcial em compra de ativos. No entanto, a intenção de compra tem sido qualificada como inconstitucional, pois a carta magna estabelece que o Estado pode participar só de maneira subsidiaria; ademais, experientes em hidrocarburos propuseram que a situação econômica de Petro-Peru não justifica seu rendimento à Pampilla, máxime quando muitas refinarias no mundo estão a fechar por temas de competitividade e que com a compra de activos o governo controlaria os preços da gasolina. Por outro lado, Ollanta Humala junto ao ministro de Energia e Minas, Jorge Merino, receberam em Palácio de Governo a Antonio Brufau, presidente de Repsol, ao que ter-lhe-iam comunicado oficialmente o interesse do Estado Peruano por adquirir uma participação na empresa de refino segundo diários da capital. Estas pretensões de comprar activos de Repsol por parte do estado dever-se-ia também à intenções das companhias chilenas de hidrocarburos COPEC e Quiñenco que procurariam comprar a refinaria A Pampilla que junto com 317 grifos de Repsol; o vizinho país obteria um 80 % do mercado de gasolina e petróleo diesel no Peru.

#### Assunção de Nicolás Maduro
O 18 de abril de 2013, Ollanta Humala convocou aos presidentes dos países membros Unasur para uma reunião de emergência pela assunção de Nicolás Maduro como presidente de Venezuela, quem tem sido criticado por uma suposta fraude eleitoral e não tem sido reconhecido como presidente por Estados Unidos. Na reunião participaram os presidentes Cristina Fernández, Juan Manuel Santos, Sebastián Piñera, Evo Morais, José Mujica, Dilma Rousseff, o vice-presidente equatoriano Jorge Glas e o mesmo Nicolás Maduro. Simultaneamente, o presidente pediu permissão ao Congresso da República para viajar a Venezuela à cerimónia de tomada de comando, solicitação que foi aprovada pelo parlamento peruano no meio de críticas da oposição. Depois da viagem do presidente, o prêmio nobel de literatura Mario Vargas Llosa chamou de "cúmplices do chavismo" a Humala e os presidentes de Unasur por assistir à cerimónia; do mesmo modo o expresidente Alejandro Toledo disse "que Humala terá que assumir sua responsabilidade por apoiar a um governo ilegítimo".

#### Crise política de julho de 2013
A inícios de julho de 2013, se promulgó a denominada Lei do Serviço Civil que propõe unificar os regimes do trabalhador público já que os servidores públicos podem estar baixo Contrato Administrativo de Serviços (CAS), contratação como privados ou de maneira pública; no entanto os trabalhadores estatais sustentam que a nova lei poria muitas travas para o desenvolvimento profissional pelas avaliações que implica a nova norma. É por isso que centenas de trabalhadores do Estado começaram uma série de protestos e marchas em diferentes cidades do país como Arequipa, Lima, Iquitos, Cusco, Chiclayo e Cajamarca.
No domingo 14 de julho um programa jornalístico difundiu uma escuha telefónica em onde se ouvia ao ministro de Defesa, Pedro Cateriano dizer que a primeira dama, Nadine Heredia lhe deu luz verde para realizar um decreto de urgência no qual o Programa das Nações Unidas para o Desenvolvimento se encarregue das licitações para equipar instalações militares no vale dos rios Apurímac e Ene (VRAE). Na quarta-feira 17 de julho o Congresso da República designou no meio de questionamentos e num acidentado pleno aos membros do Tribunal Constitucional, do Banco Central de Reserva e à defensora do povo; acção que foi questionada devido à militancia partidária de três candidatos ao Tribunal Constitucional (os oficialistas Cayo Galindo, Víctor Mayorga e o fujimorista Rolando Sousa) e a candidata à Defensoría do Povo Pilar Freitas. Horas após a designação, o presidente Ollanta Humala pediu ao novo magistrado Sousa e a Freitas que dessem "um passo ao custado” devido aos questionamentos. Às poucas horas da eleição, os Magistrados eleitos renunciaram ao igual que a defensora do povo Freitas, por isso o Congresso realizou uma sessão extraordinária no dia 24 de julho na qual se anulou as designações das três instituições.
O 24 de julho Ollanta Humala tomou juramento a três novas ministras: Mónica Loiro García assumiu a carteira de Inclusão e Desenvolvimento Social, Diana Álvarez-Calderón foi designada no Ministério de Cultura e Branca Magali Silva Velarde-Álvarez no Ministério de Comércio Exterior e Turismo. O 28 de julho, o presidente deu a tradicional mensagem por festas pátrias no Congresso da República, no qual se dedicou a listar os principais lucros de seus primeiros três anos no poder, entre os que realçou o “impacto transformador” que teve nos jovens de escassos recursos o programa Bolsa 18 ou a aprovação da Lei do Serviço Civil, a única reforma estrutural que tem empreendido o Governo.

#### Controvérsia por viagem a França e crise do gabinete
No dia 2 de outubro de 2013, Ollanta Humala e a chanceler, Eda Rivas, tomaram um voo comercial da aerolínea Air France com destino à cidade de Bangkok, em onde realizou uma visita oficial com o objectivo fortalecer o intercâmbio cultural e económico. Depois disso se dirigiu a Bali para a cimeira de APEC, em onde participou junto a outros chefes de estado.
No dia 8 de outubro anunciou-se que Humala deixaria a ilha de Bali para se dirigir a Paris, em onde reunir-se-ia com o presidente François Hollande; no entanto, esta visita não foi bem vista por alguns parlamentares peruanos, quem lhe tinham dado autorização para sair do país com motivo da cimeira de APEC, mas não para uma visita oficial a França. No entanto, membros do oficialismo justificaram a visita como uma "escala técnica" apesar de que Humala tratou temas bilaterais com o presidente francês. No dia 14 de outubro, um grupo de parlamentares propôs uma moção de censura contra a ministra de Relações Exteriores, Eda Rivas, quem dias anteriores tinha justificado a viagem como "escala técnica" sem ter em conta que o presidente tratou temas de Estado.
No dia 29 de outubro de 2013, Juan Jiménez Maior comunicou aos meios sobre sua renúncia ao cargo de Presidente do Conselho de Ministros; com sua renúncia, o gabinete em pleno renunciou e depois disso o presidente regional de San Martín, César Villanueva contou em conferência de imprensa que assumiria o premierato por oferecimento do presidente Ollanta Humala. Foram ratificados todos os ministros a excepção de Patricia Salas (Educação), quem foi substituída por Jaime Saavedra. Este último aseveró que a gestão da ministra saliente tinha tido um desempenho óptimo, pois se deram muitas reformas dentro do sector que precisam ser continuadas e impulsionadas, dado que tinha como objectivo conseguir a igualdade de oportunidades para a população infantil e juvenil.

#### Disputa pela candidatura para a Presidência do Congresso 2014-2015 e crise interna no Partido Nacionalista
Em meados do 2014, um grupo de congressistas do Partido Nacionalista Peruano subscreveu uma carta, na que propõem como alternativa para a Presidência do Congresso no período anual de sessões de julho de 2014 a julho do 2015 à vice-presidente Marisol Espinoza. Segundo os parlamentares, Espinoza tinha o consenso para conseguir tender pontes com as bancadas de oposição, no entanto ela não seria a única aspirante dentro do nacionalismo para tentar a Presidência, sina também Ana María Solórzano, parlamentar que contava com o aval de Humala e de Nadine Heredia, ambos se opunham a uma eventual postulación de Espinoza argumentando que teria uma duplicidade de funções tendo em conta que era a vice-presidente. Segundo expressa Chehade, recebeu um telefonema da congressista Ana Solórzano, quem convocava-o a uma reunião de urgência, na qual lhe manifesta que “A Chefa”, se referindo a Nadine Heredia, a estava a designar para a presidência do Congresso (Chehade 2016). Os congressistas assinantes da carta opuseram-se, dado que Solorzano tinha maior cercania com Heredia e portanto ia gerar resistências nas demais bancadas.
Depois de reuniões sem resultados positivos, determinou-se que Solorzano fosse a candidata para a Presidência do Congresso, em detrimento de Espinoza, em consequência disso, o 24 de julho de 2014, seis congressistas; Justiniano Apaza, Claudia Coari, Esther Saavedra, Natalie Condori, Juan Pari e Amado Romero; decidiram renunciar à bancada nacionalista, em desacordo pela forma na que Solórzano foi seleccionada. Este grupo de congressistas formou uma nova bancada denominada "Dignidade e Democracia".

#### Crise do gabinete Cornejo
O 20 de julho revelou-se num programa jornalístico que um dos assessores de René Cornejo estava interessado em desprestigiar ao congressista Víctor Andrés García Belaúnde, quem tinha denunciado ao premier por um suposto benefício a sua própria empresa (Grupo Helios) desde o início de sua gestão. No dia 22 de julho Cornejo renunciou ao premierato e foi substituído por Ana Jara Velásquez.

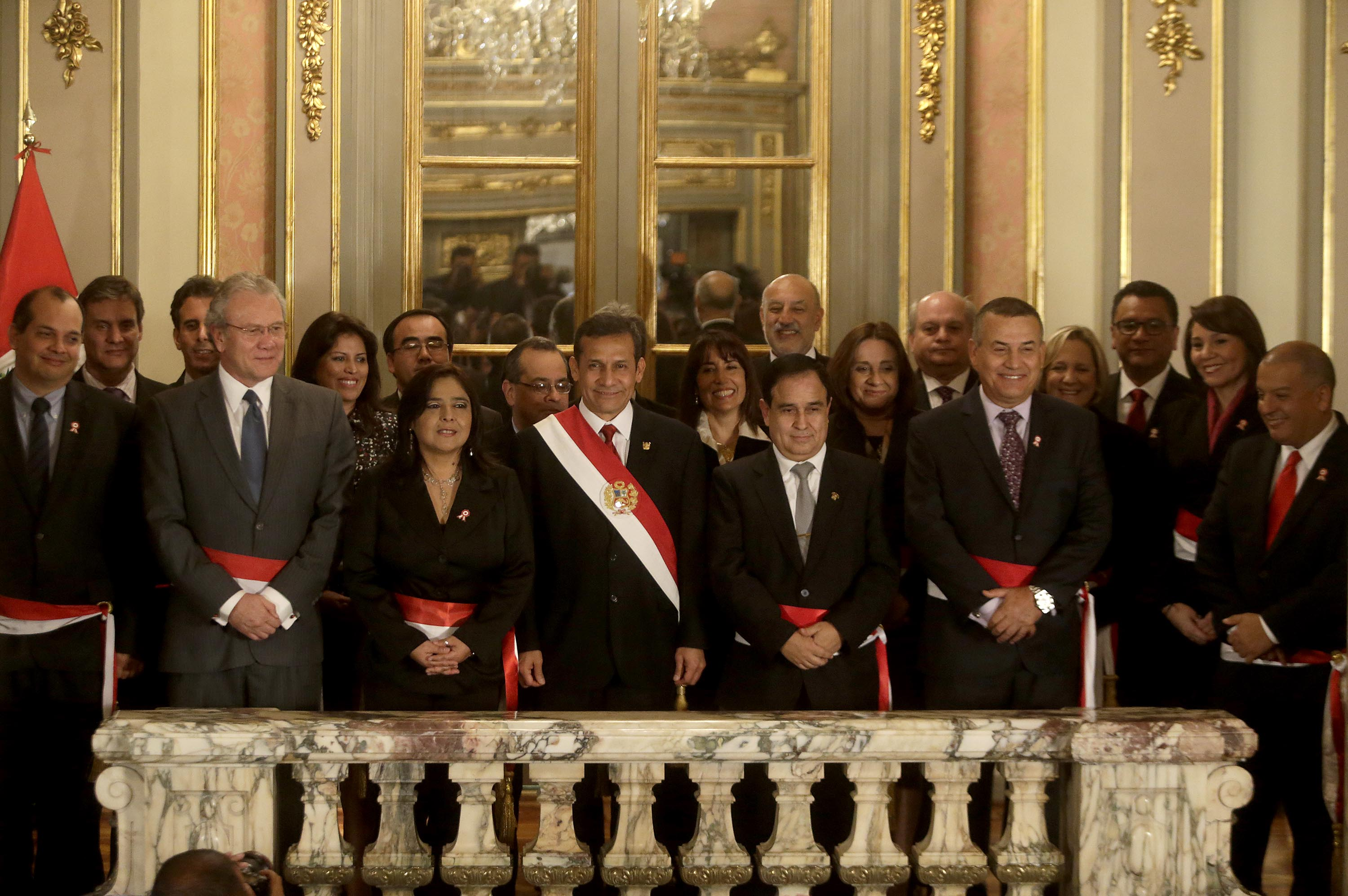
O presidente Ollanta Humala, junto com a premier Ana Jara Velásquez e os membros de seu gabinete ministerial, depois da cerimónia de juramentación.

O 26 de agosto de 2014, o gabinete ministerial obteve o voto de confiança do Congresso, numa apertada votação, na que devido a um inicial empate (54 votos a favor e 54 na contramão, além de nove abstenções), se decidiu a seu favor pelo voto dirimente da presidente do Congresso, Ana María Solórzano.

#### Censura do Gabinete Jara
Em meados de março, Correio Semanal revelou mais de 100 mil rastreamentos que a Direcção Nacional de Inteligência (DINI) realizou aos bens de políticos, empresários, militares, polícias e jornalistas. Depois disso, Ana Jara assistiu ao congresso a oferecer soluções e anunciar o relevo da cúpula da instituição de inteligência. No entanto; a oposição apresentou uma moção de censura contra a presidente do conselho de ministros. O 19 de março de 2015, as bancadas de oposição entregaram uma moção para censurar à ministra Ana Jara por “não ter pesquisado, denunciado e sancionado a quem teriam cometido actos ilegais ao interior da DINI”. O 30 de março de 2015 o congresso debateu a censura e esta foi aprovada com 72 votos a favor, 42 na contramão e 2 abstenções.

### Governo de Pedro Pablo Kuczynski

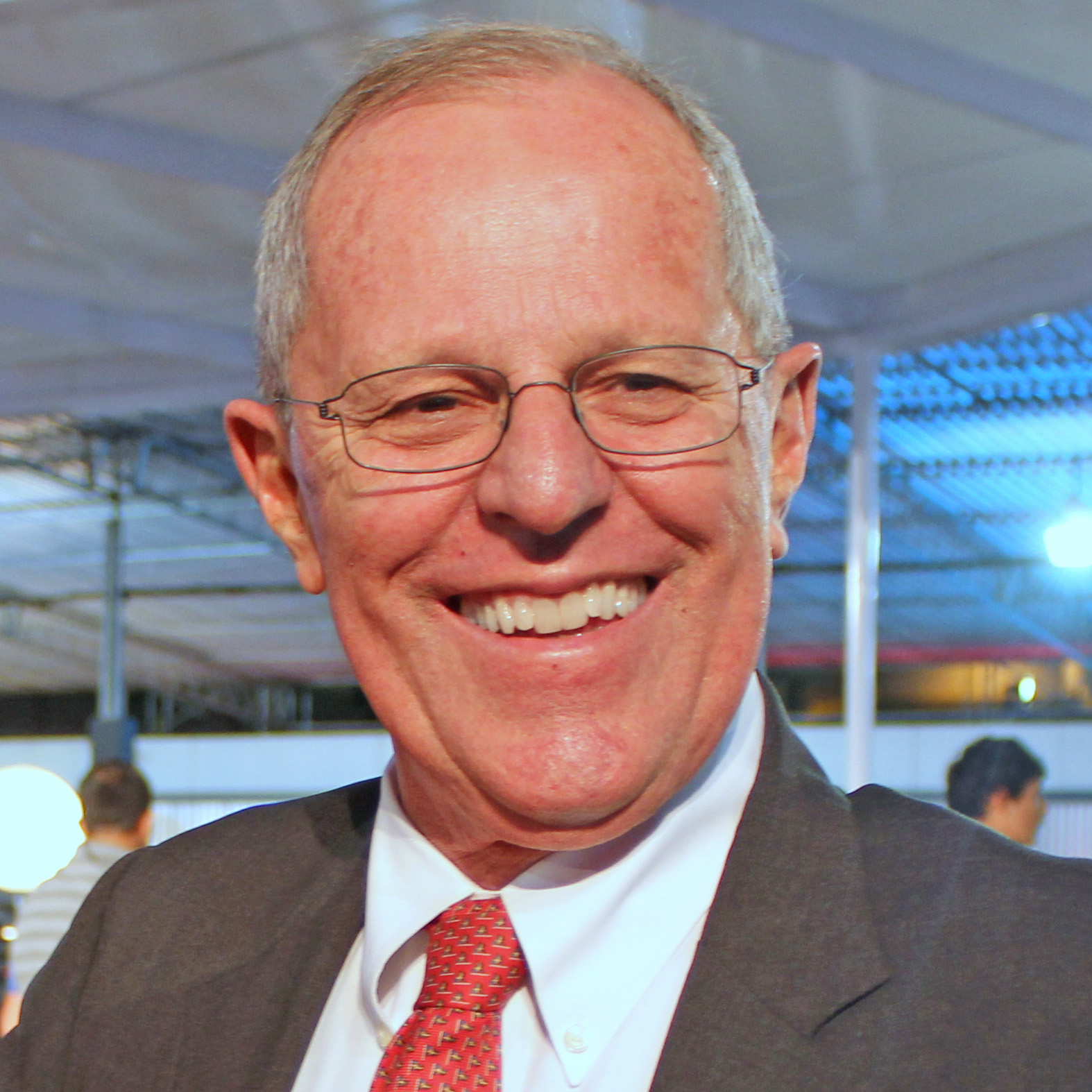
Pedro Pablo Kuczynski

Em 28 de julho de 2016, Pedro Pablo Kuczynski tomou posse como Presidente da República, na tradicional cerimônia de posse realizada no Congresso da República. No parlamento, Fuerza Popular conquistou 73 cadeiras de um total de 130, com a qual conquistou a maioria absoluta. Desde o início, as relações entre o Legislativo e o Executivo foram tensas, e em 15 de setembro de 2017, o Congresso negou o voto de confiança ao então Presidente do Conselho de Ministros Fernando Zavala, com o qual Kuczynski teve que nomear um novo gabinete. Este incluiu cinco novos ministros e foi presidido pela segunda vice-presidente e até então deputada Mercedes Aráoz. Seu governo também foi marcado pelo caso Odebrecht. Pouco depois, ele perdoou o ex-presidente Alberto Fujimori, que cumpria uma pena de 25 anos por crimes contra os direitos humanos. A decisão desencadeou protestos em massa e a renúncia de três de seus ministros. Seu mandato terminou em março de 2018.

#### Período de transição
Kuczynski ganhou o segundo turno por uma pequena margem. Poucos dias depois da votação, ele confirmou que Alfredo Thorne Vetter assumiria o cargo de ministro da Economia e Finanças. Em 28 de junho, o Júri Eleitoral Nacional apresentou as credenciais de Kuczynski como presidente e Martín Vizcarra e Mercedes Aráoz como vice-presidentes. No domingo, 10 de julho, anunciou que Fernando Zavala seria o presidente do Conselho de Ministros e, dias depois, ambos anunciaram os membros do primeiro gabinete ministerial.
A Cerimônia de Inauguração foi realizada no dia 28 de julho de 2016 no Palácio Legislativo. Estiveram presentes o rei Juan Carlos da Espanha e os presidentes latino-americanos: Mauricio Macri, Horacio Cartes, Michelle Bachelet, Enrique Peña Nieto, Juan Manuel Santos e Rafael Correa.

#### Tensão sobre a concessão de poderes legislativos

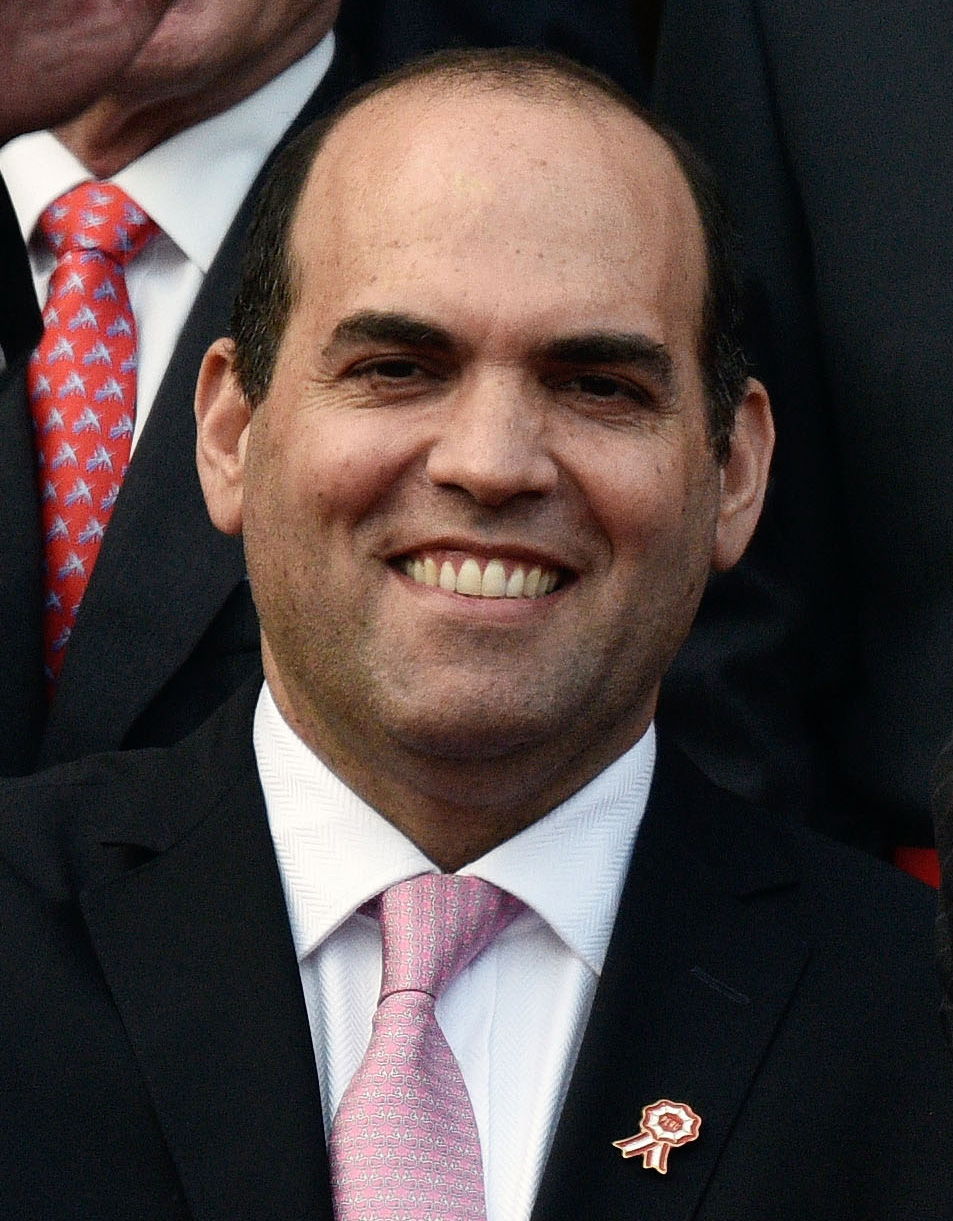
Fernando Zavala

Outro momento de tensão entre o Executivo e o Congresso ocorreu quando o primeiro pediu ao segundo a atribuição de poderes para legislar sobre questões econômicas, segurança cidadã, combate à corrupção, água e saneamento e a reorganização da Petroperú. Em 30 de setembro de 2016, após um debate de seis horas, o Congresso concedeu ao Executivo poderes legislativos por um período de 90 dias. Em 7 de janeiro de 2017, quando o prazo de 90 dias expirou, o primeiro-ministro Zavala anunciou a publicação de 112 decretos legislativos.

#### Escândalo do "acordo"
O doutor Carlos Moreno foi assessor presidencial para questões de saúde desde o início do governo. Ele era, aparentemente, uma pessoa muito confiável do presidente. Então, quando ele renunciou em 4 de outubro de 2016, ele chamou a atenção da mídia. Kuczynski disse a princípio que a demissão de seu assessor se deveu a motivos pessoais e sua agenda de trabalho lotada. No entanto, o próprio Moreno explicou que o motivo era porque haviam gravado suas conversas no Palácio do Governo e que o estavam envolvendo em um caso de corrupção.
Em 9 de outubro, o programa de televisão Cuarto Poder transmitir um áudio em que Moreno comentava um acordo para uma clínica assinar um convênio com o Arcebispado de Lima e, assim, poder acessar um convênio para atendimento de pacientes segurados no sistema de saúde.

#### Renúncia do Ministro Mariano González
Em 27 de novembro de 2016, uma reportagem de um programa de notícias revelou que o ministro da Defesa, Mariano González Fernández, estava em um relacionamento romântico com uma trabalhadora, a quem ele presumivelmente favoreceu com uma promoção.
No dia seguinte, González apresentou sua renúncia ao cargo, que foi aceita pelo primeiro-ministro Zavala. Uma semana depois, Jorge Nieto Montesinos foi nomeado novo ministro da defesa.